# SpaceX
太空探索技术公司（英語：Space Exploration Technologies Corp.）是美国一家民营航天制造商和太空运输公司，总部位于美国德克萨斯州卡梅伦县的布朗斯维尔。SpaceX由企业家伊隆·马斯克于2002年创办，其目标是降低太空运输的成本，并最终进行火星殖民。SpaceX目前已开发出可重复利用的猎鹰系列运载火箭及龙系列飞船，并正在研发SpaceX星舰和星链。
SpaceX公司在航天领域取得不少可观的成就。2008年，其设计、制造并发射了世界首个由私人投资的轨道级液体燃料火箭猎鹰1号。2012年，其使用货运龙飞船为国际空间站运送货物，龙飞船也是世界上第一艘商业运营的货运飞船。2015年12月，獵鷹9號運載火箭一级助推器首次成功着陆并回收，并于次年成功在海上着船回收。2017年3月，SpaceX首次重复使用回收过的猎鹰9号助推器，并再次着陆回收，猎鹰9号亦成为第一枚可以多次重复使用的液体燃料火箭。2018年2月，獵鷹重型運載火箭首飞成功，該火箭成为推力和运载量最大的现役运载火箭。2019年，SpaceX开始建造庞大的低轨网络卫星系统“星链”，并在2020年1月成为世界上最大的商业卫星运营商。2020年5月，SpaceX成为第一个实现軌道級载人航天的私人公司，同年11月，SpaceX載人1號將首批4名乘客送往國際空间站，標誌著其商務载人航天项目的開始。2023年4月，SpaceX星舰首飞，成为世界上最高且最强大的运载火箭，并将取代猎鹰系列运载火箭进行太空任务。2024年9月，由龙飞船2号执行的北极星黎明任务完成了有史以来的首次商业太空行走。
目前，SpaceX已具备制造、发射、回收、复用运载火箭的能力，并且能够发射载人飞船以及卫星系统进入各种轨道，是全球最大的商业火箭发射服务供应商，常与NASA等政府机构展开合作。2023年12月，SpaceX估值约为1800亿美元。

## 历史

### 2001年–2004年：成立
2001年，伊隆·马斯克产生了“火星绿洲”（Mars Oasis）这一想法，计划向火星发射一个小型实验温室并种植植物，并称“这个温室将成为生命曾到达的最远处”。计划的目的是吸引公众关注太空探索，以增加美国国家航空航天局的经费。
马斯克最初尝试从俄罗斯购买火箭，但因价格高昂而空手而归。在从俄罗斯归来的飞机上，马斯克意识到他可以创立一家公司制造他所需要的更便宜的火箭。特斯拉及SpaceX早期投资人史蒂夫·尤尔韦松表示，马斯克计算了生产火箭的原材料价格，发现仅是当时火箭售价的3%。如果重複利用這些火箭并通过垂直整合，自行生产85%的发射设备及软件模块，公司可以将火箭发射价格降至十分之一且仍拥有70%毛利率。
2002年初，马斯克开始为他的新航天公司招募员工，公司被命名为SpaceX。最初，SpaceX的总部位于加利福尼亚州埃尔塞贡多的一间仓库。自2002年创立以来，SpaceX增长迅速。2005年11月，SpaceX拥有160名员工。

### 2005年-2009年：猎鹰1号和首次成功发射

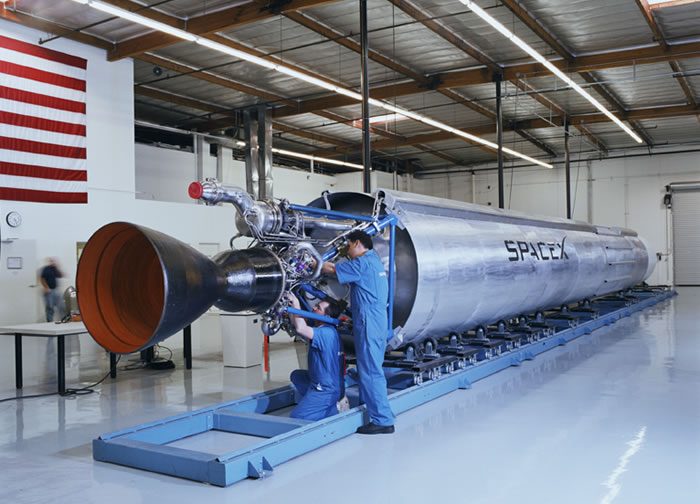
2004年，SpaceX生产车间内的猎鹰一号原型机

2005年，SpaceX利用内部资金开发了公司首个轨道运载火箭猎鹰1号。猎鹰1号是一种小型的运载火箭，能将数百千克重的荷载送入近地轨道。2006年至2009年，猎鹰1号进行了五次发射。在2004年参议院小组委员会讨论上，马斯克公布了猎鹰1号的计划。他表示猎鹰1号将是“世界上唯一一个可半重复使用的轨道级运载火箭”。
前两次猎鹰1号发射是由美国国防部根据美国国防高级研究计划局的项目支持的，该项目计划研发适用于发射高超音速导弹的新型运载火箭。在2006年至2008年间，火箭的前三次发射都以失败告终，这几乎使得SpaceX公司破产。2008年9月28日，猎鹰1号的第四次发射终于成功，公司的财务状况开始好转。2008年8月，SpaceX获得来自创始人基金的2000万美元投资。2009年7月，猎鹰1号在第二次成功发射后很快退役，SpaceX也开始将公司资源集中在开发更大的轨道运载火箭猎鹰9号上。

### 2010年-2015年：猎鹰9号、龙飞船和商业发射任务
2005年，SpaceX提出开发猎鹰9号的计划，这是一种可重复使用的中型运载火箭。同年，SpaceX在载人商业航天计划中提出龙飞船这一概念。而NASA提供的一些开发资金和购买的几次演示飞行使开发大大加快。

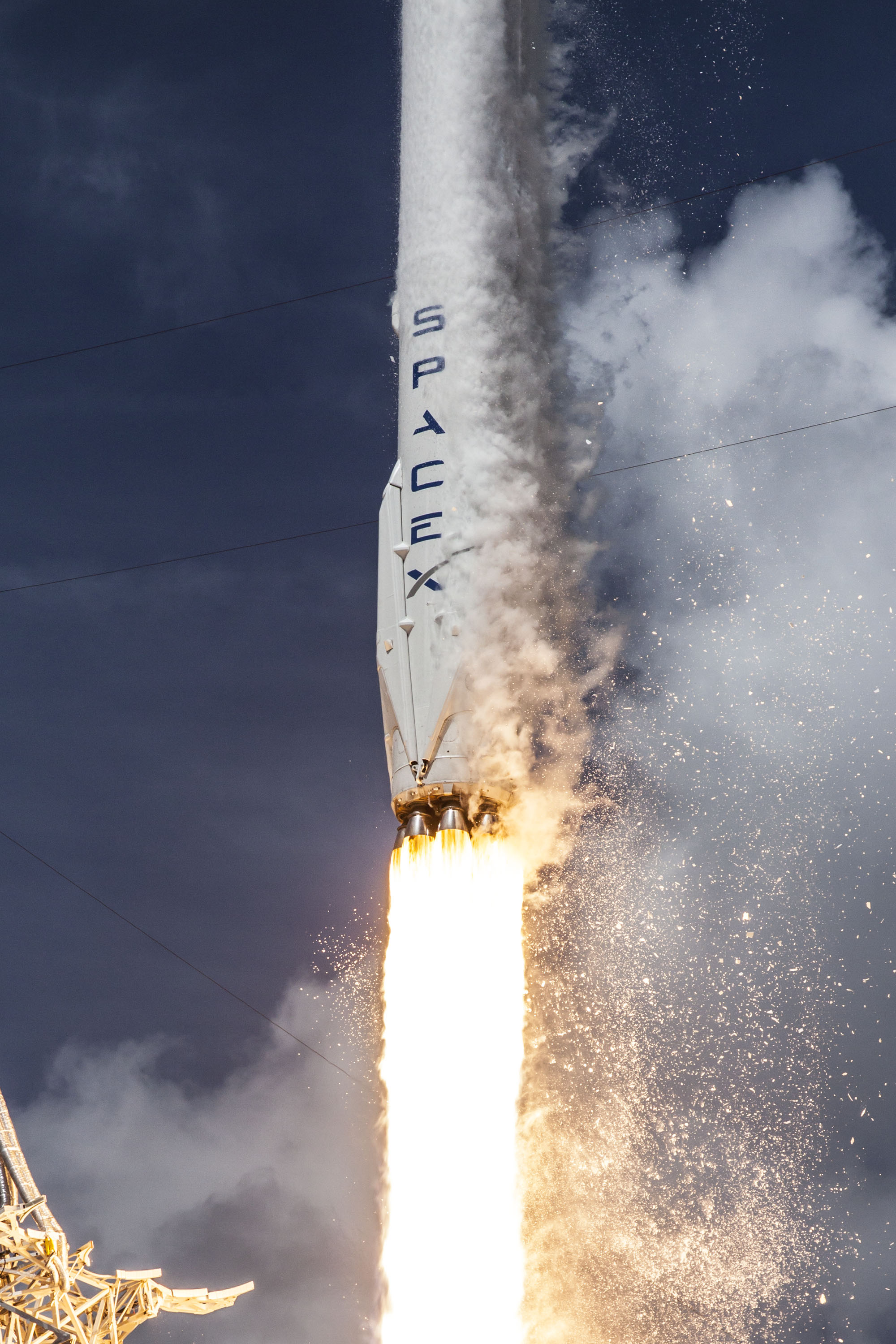
2014年7月，搭載ORBCOMM OG2-M1衛星的獵鷹9號運載火箭發射

2006年，NASA宣布SpaceX赢得了商业轨道运输服务（COTS）第一阶段合同，SpaceX需要证明其具有向国际空间站运送货物的能力。合同中NASA向SpaceX提供3.96亿美元的“种子资金”用于开发货运版龙飞船，SpaceX则自行出资5亿美元开发猎鹰9号运载火箭。 马斯克曾多次表示说如果没有了NASA的资金，开发猎鹰9号和龙飞船会耗时更长。
2010年12月COTS Demo Flight 1任务中，第一艘可运行的龙飞船在猎鹰9号的第二次飞行中发射升空，并安全返回地球，SpaceX成为世界上第一个成功发射入轨并回收太空船的私营公司。到2010年12月，SpaceX生产线每三个月生产一枚猎鹰9号火箭和一艘龙飞船。
2011年，SpaceX公布了可回收复用运载火箭计划，其系统于2012年2月设计完成。该系统依靠猎鹰9号运载火箭第一级推进系统的反推作用，将第一级推进器着陆于预定地点，从而回收火箭。

2011年4月，美国宇航局与SpaceX签订了一份价值7500万美元的合同，准备将龙飞船作为往返国际空间站的载人航天器。同年，SpaceX开始研发獵鷹重型運載火箭。2012年初，公司7000万股份由创始人马斯克拥有，占总股份约三分之二，估计在私人股权市场价值8.75亿美元，SpaceX整体估值约13亿美元。

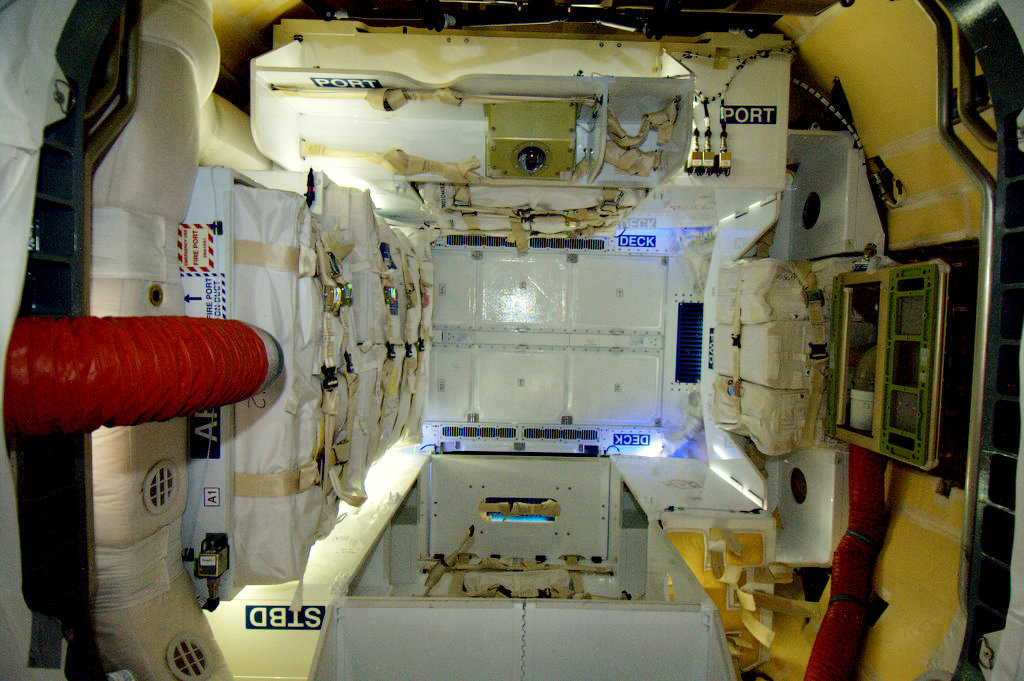
Dragon C2+任务中，龙飞船C2+的内部

2012年5月，龙飞船C2+在COTS 2+任务中成功发射并与国际空间站对接，使其成为第一艘向国际空间站运送货物的商业航天器。该任务完成后，公司私人股权估值翻倍至24亿美元。同年8月，NASA宣布向SpaceX提供4.4亿美元经费继续开发龙飞船2号。此时，SpaceX在其运营的第一个十年中已经获得了大约10亿美元的总资金，其中私人股权投资2亿美元，马斯克投资约1亿美元，其他投资者共投资约1亿美元，余下金额则来自NASA等签订的长期开发合同的进度付款。
2013年，SpaceX为私人客户进行了第一个商业太空任务，并开始和阿丽亚娜太空公司等公司竞争发射商业通信卫星的订单。马斯克表示竞争加剧是“对太空的未来有益的事”。2015年1月，SpaceX获得了一笔来自Google和富达投资价值10亿美元的融资，换取公司8.333%的股份，公司估值约120亿美元。同月，马斯克宣布将开发新型卫星星座“星链”，并为全球提供互联网宽带服务。
2015年6月，猎鹰9号运载火箭搭载龙飞船在CRS-7任务中前往国际空间站进行补给，发射后2分19秒，火箭和飞船爆炸。事故原因为一根长2英尺、由供应商提供的高压氦气舱钢支杆在加速时断裂。
2015年6月，SpaceX宣布赞助超回路列车舱体竞赛，并为竞赛在总部附近建造了一英里长的测试轨道。2017年1月举行了第一场竞赛，2017年8月举行第二场。第三场则于2018年12月举行。

### 2015年-2018年：可回收复用运载火箭、全球领先的商业发射服务提供商

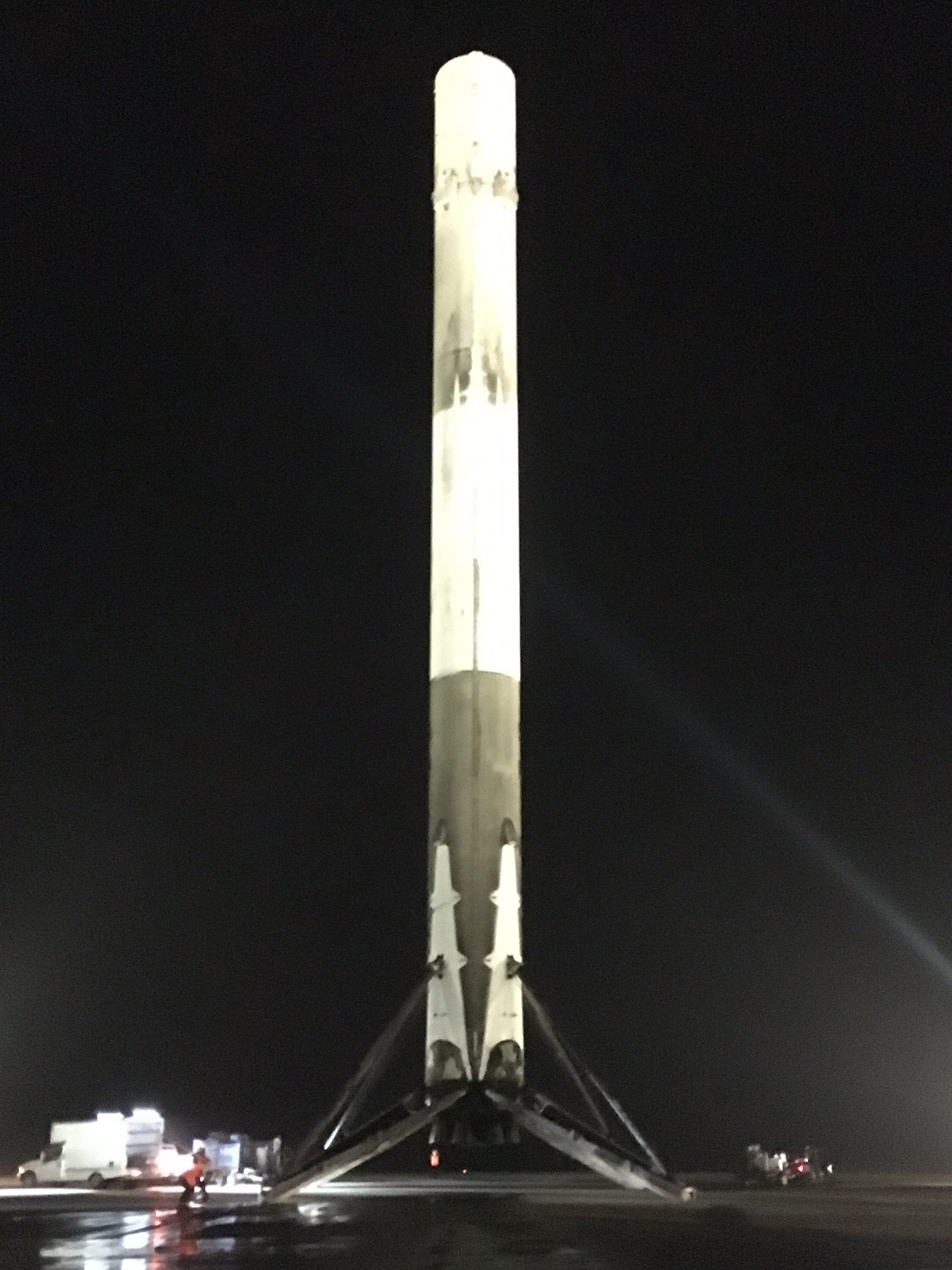
2015年，在OG2任务中，猎鹰9号火箭的第一级成功降落在着陆场，这是轨道级火箭第二次成功着陆

2015年12月、猎鹰9号第20次飞行任务中，猎鹰9号一级推进器成功着陆并回收。2016年4月，第一级火箭成功着陆于大西洋上的「當然我還愛你」號无人驾驶着陆船上。

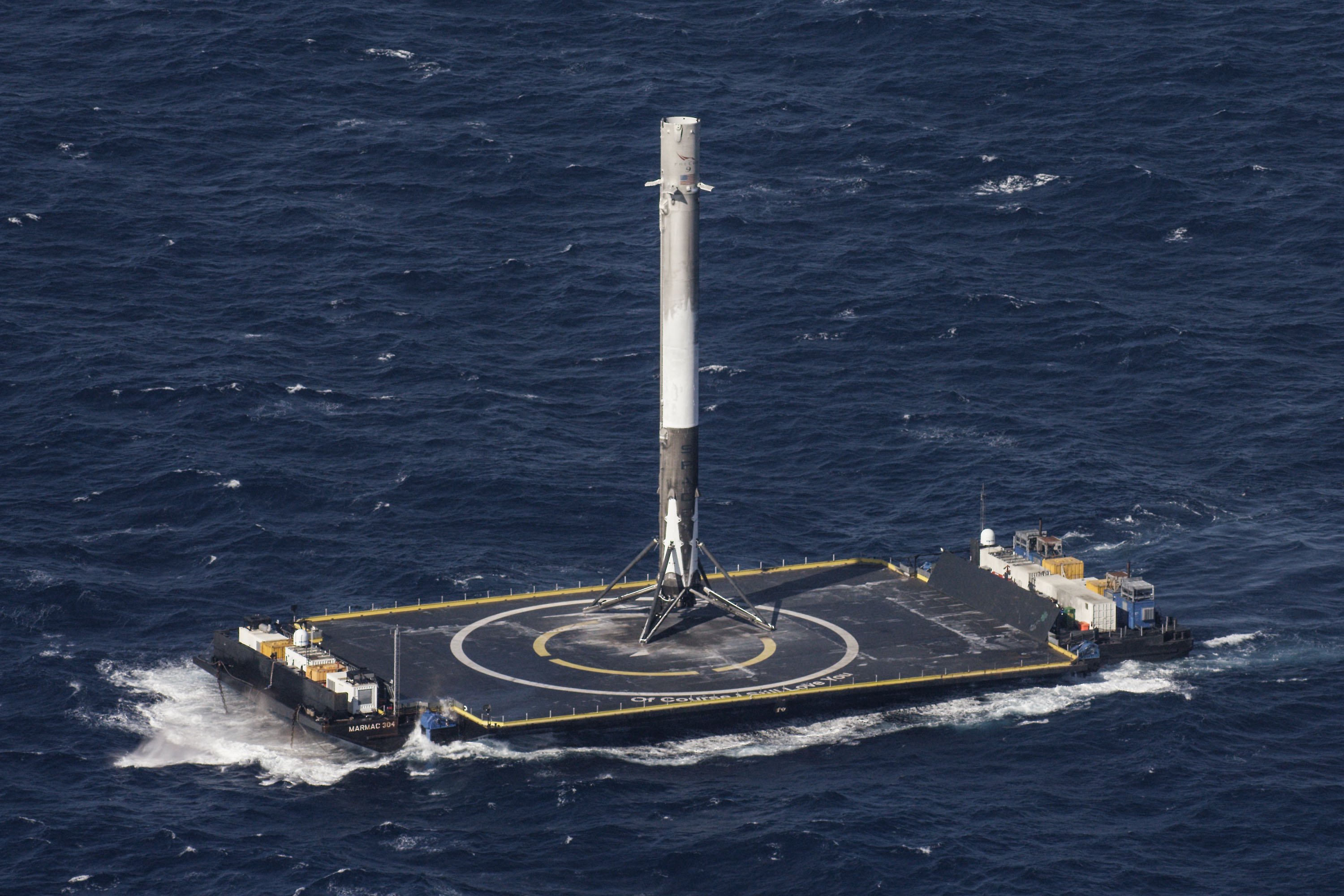
2016年，在CRS-8任务中，猎鹰9号运载火箭第一级首次成功降落在海上无人驾驶着陆船上

2016年9月，猎鹰9号火箭在发射前的常规静态点火测试中爆炸，爆炸时其正在补充燃料。事故造成价值2亿美金的Spacecom Amos-6通讯卫星损毁。马斯克表示这次事件是SpaceX历史上“最困难、复杂的一次失败”。事后分析中SpaceX检查了将近3000条遥测和影像数据，最后得出爆炸的原因是火箭的液氧过度冷却凝固，随后与氦气舱的碳复合材料舱壁发生反应。尽管这次事故并不算发射失败，但为了研究事故原因，公司还是陷入了四个月的停滞，2017年1月，SpaceX重新开始进行发射。
2016年9月，伊隆·马斯克宣布公司正在研发行星际运输系统（ITS），以用于载人行星际航行。2017年，马斯克将行星际运输系统更名为“Starship（星舰）”
2017年3月30日、SES-10任务中，SpaceX首次发射了经过回收复用的火箭。这枚火箭推进器再一次着陆在大西洋上的无人着陆船，是第一枚二次着陆的回收复用轨道级运载火箭。2017年7月，公司再获得3.5亿美元投资，估值涨至210亿美元。2018年2月6日，獵鷹重型運載火箭首飞成功，該火箭成为推力和运载量最大的现役运载火箭
截止2018年3月，SpaceX已经进行了超过100次发射任务，合同收入约120亿美元。其中既有商业合同也有政府合同（来自NASA或美国国防部）。目前，从订单数量来看，SpaceX是全球领先的商业发射服务提供商。
2017年，SpaceX成立了子公司无聊公司，开始在SpaceX总部和制造工厂之间挖掘试验隧道，小部分SpaceX员工参与了这个项目。2018年5月，钻洞试验隧道完工，并于12月对公众开放。期间，该公司脱离SpaceX成为独立的法人团体，SpaceX获得了6%的股份，早期员工获得了不到10%，剩下的股份归马斯克所有。

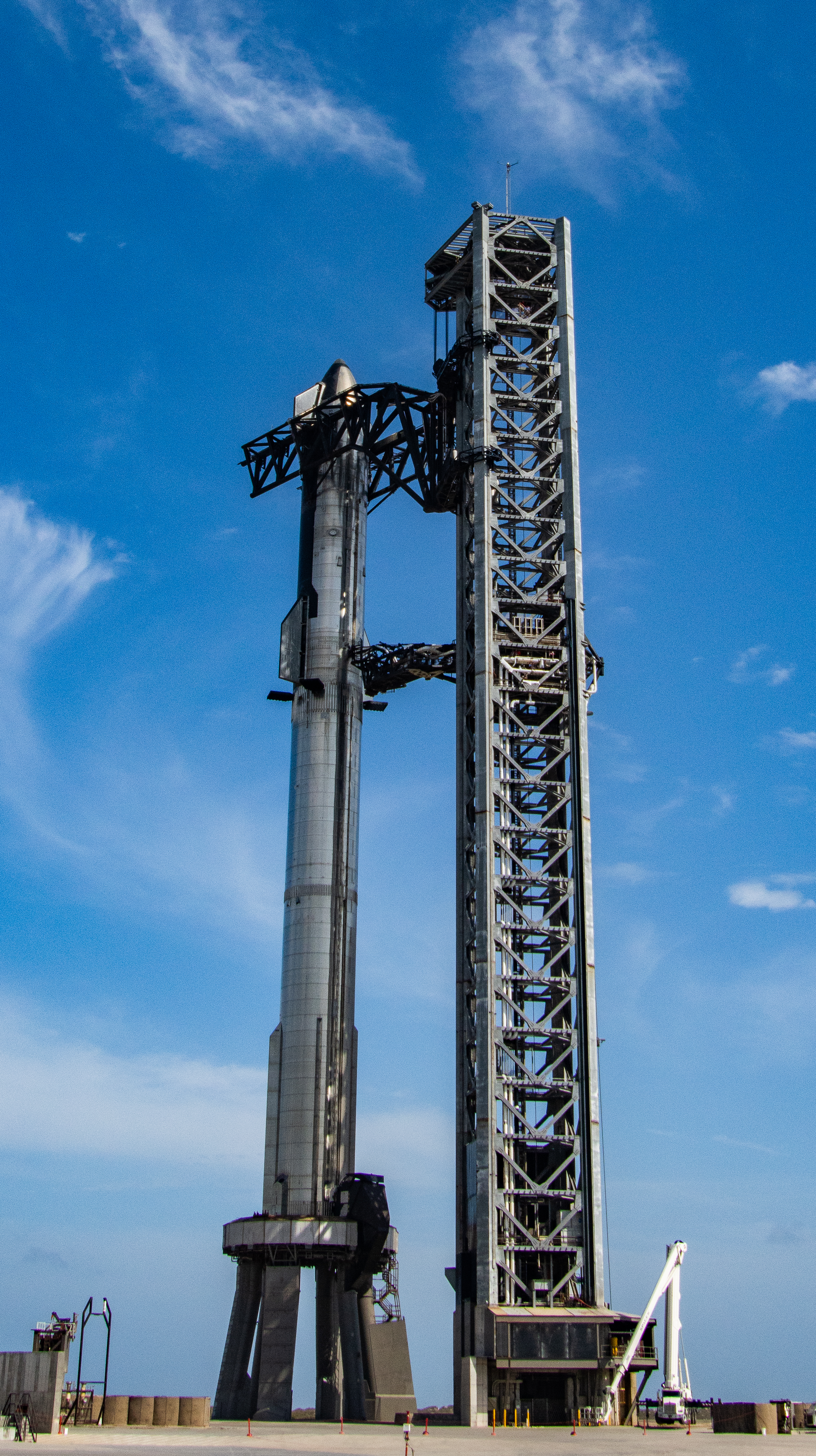
2023年4月16日，首次发射前四天，星舰在SpaceX星港的轨道发射架上组装

### 2019年至今：星舰、星链和首次载人发射
2019年初，佛罗里达州和德克萨斯州的生产基地开始建造星舰的原型机并进行测试。同年晚些时候，所有星舰都搬到南德克萨斯的SpaceX星港进行建造和测试。
2019年4月，《华尔街日报》报道表示，SpaceX正在融资5亿美元。2019年5月，SpaceX发射了星链首批60颗卫星并于次年开始部署。至2022年，已有超过2,200颗卫星在轨道上。据《太空新闻》报道称，SpaceX在发射了星链计划的最初60颗卫星后获得10.22亿美元投资。截至2019年5月31日，SpaceX估值涨至333亿美元。
2020年5月，SpaceX将两名乘坐龙飞船的NASA宇航员（Doug Hurley和Bob Behnken）送入轨道，使其成为第一个将宇航员送往国际空间站的私营公司。
2022年8月据路透社报道，欧空局已开始与Spacex就使用该公司的运载火箭进行初步谈判，因为俄罗斯在入侵乌克兰后终止了前者对联盟号火箭的使用权限。此外在俄乌冲突中SpaceX开发的星链得到了广泛运用。
2023年4月20日，星舰的首次轨道飞行以其在墨西哥湾上空发生爆炸而告终。2023年11月18日，在第二次星舰飞行测试中，两艘星舰飞行几分钟后分别爆炸。2024年3月14日，星舰第三次发射升空并首次到达计划的亚轨道，之后星舰助推器在着陆前不久发生故障并失联。2024年6月6日，Space星舰火箭系统在第四次试飞中取得成功，并首次实现成功地落入印度洋。飞行器在返回地球时表现非常稳定，被炽热的等离子体包围，火箭腹部和控制翼被高温吞噬。
2024年7月16日，埃隆·马斯克在X上发帖称，SpaceX将把总部从加利福尼亚州霍桑搬迁至德克萨斯州布朗斯维尔的星港，因为最近通过的加州安全法（禁止学区强制要求教师通知家长学生性取向和性别认同上的变化）“以及先前的诸多其他法案，对家庭和公司都造成了攻击”。根据提交给加州州务卿的记录，SpaceX总部已于同年8月正式迁至德州。次月北极星黎明任务完成人类史上首次私人太空行走，标志着商业太空探索的一个重要里程碑。
2024年10月13日，SpaceX第五次星舰轨道试飞任务取得成功。超重型一级助推器B12成功被发射塔Mechazilla的机械臂捕获，成为首个成功完整回收的助推器。飞行器S30沿跨地球轨道飞行，最后在印度洋目标区域溅落并按计划自毁。此次任务中，B12的成功回收是SpaceX推进完全、快速可重复使用的太空技术的过程中历史性的事件。
2024年11月20日，SpaceX执行了第六次星舰轨道试飞任务。由于发射塔上对关键硬件的自动检查结果触发了捕获尝试的中止，超重型一级助推器B13没有再现发射塔捕获回收，而是溅落于墨西哥湾。S31尝试了首次星舰太空点火，并于印度洋顺利地首次在白天溅落。此次发射中，星舰携带了一根香蕉作为其第一个有效载荷。
第七次星舰试飞任务将使用S33星舰与B14助推器。根据NASA 发送给FAA的一封邮件，该任务计划于2025年1月11日执行。

## 航天硬件和技术

### 火箭发动机
SpaceX是目前最高产的液态燃料火箭发动机生产商，已设计和生产了四種发动机：梅林火箭发动机、Kestrel发动机、猛禽发动机以及自燃调姿发动机天龙座和超级天龙座，其中Kestrel已退役。

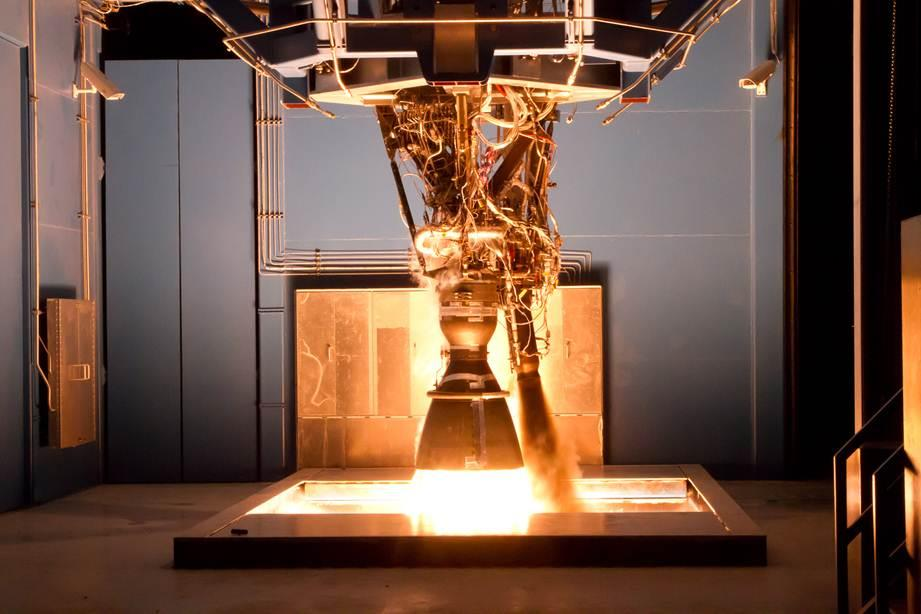
2012年，梅林1D发动机在德克萨斯州麦格雷戈 (德克萨斯州)的火箭开发和测试基地进行测试

梅林系列火箭发动机用于猎鹰系列运载火箭，是燃气发生器循环发动机，采用液氧和RP-1煤油作为推进剂，并由涡轮泵补给燃料。梅林发动机由设计之初便计划满足海上回收和重复使用的需求。其使用轴针式燃料喷射装置，该装置最早用于阿波罗计划的月球登陆发动机。

Kestrel火箭发动机用于猎鹰1号运载火箭第二级，是挤压循环式发动机，采用液氧和RP-1煤油作为推进剂。它与梅林引擎采用类似的轴针式结构，但没有涡轮泵，完全靠压力供给推进剂。其喷管采用高强度铌合金制成，燃烧室和喷管喉部依靠烧蚀冷却，其余部分则依靠辐射冷却。梅林和Kestrel两个名字都来源于北美洲的猎鹰红隼和灰背隼。

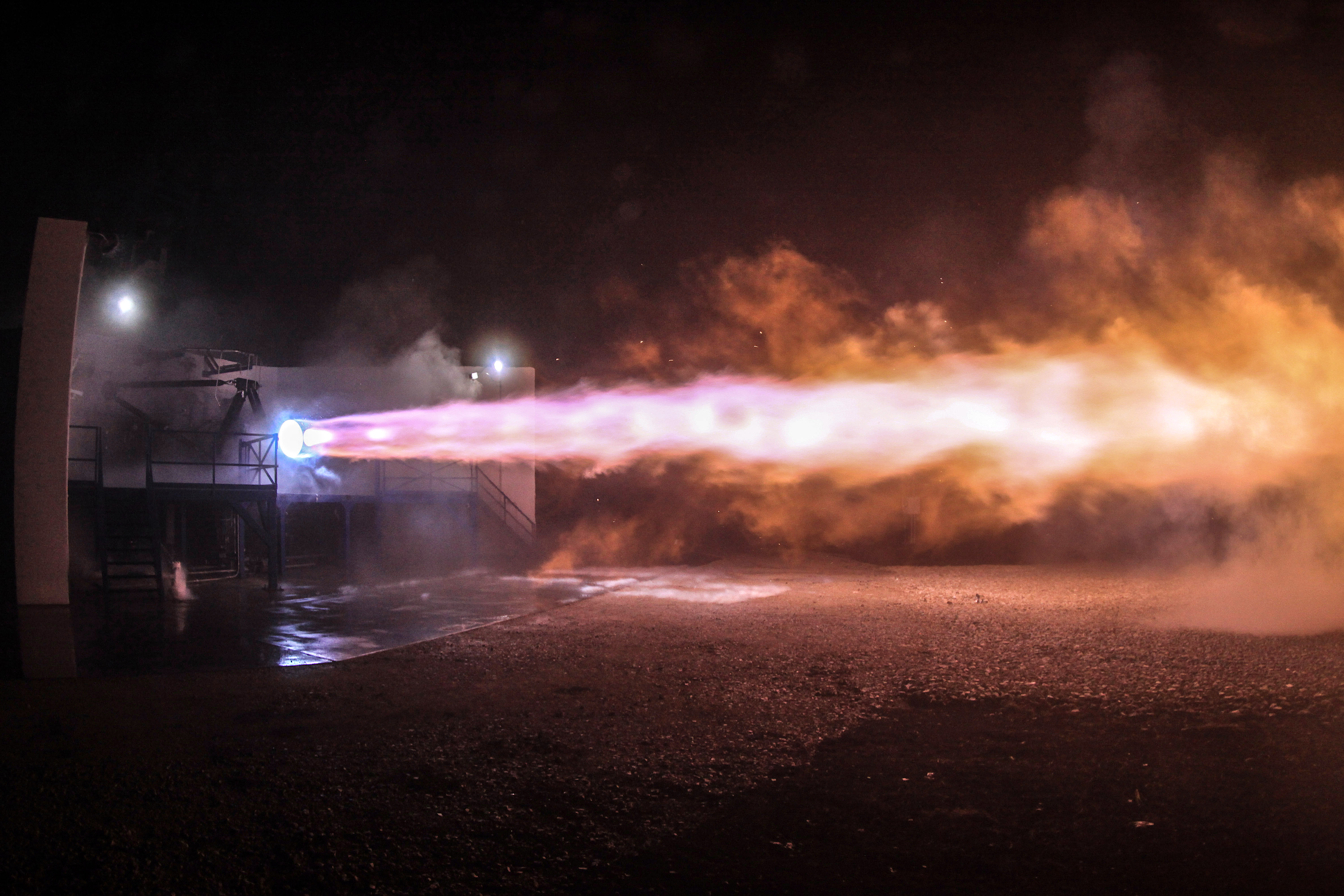
2016年9月，等比缩小的猛禽发动机原型机在德克萨斯州麦格雷戈 (德克萨斯州)进行首次点火测试

天龙座火箭发动机用于龙飞船的反推力系统，是自燃液态燃料火箭发动机，使用一甲基肼为燃料、四氧化二氮为氧化剂。每个天龙座发动机能产生400牛頓（90磅力）推力。超级天龙座火箭发动机则是天龙座的大推力版本，龙飞船2号的发射逃逸系统使用了超级天龙座。原本龙飞船2号还将使用超级天龙座进行反推着陆，但2017年SpaceX决定使用传统的降落伞减速并于海上溅落。
猛禽系列火箭发动机用于未来的SpaceX星艦，是第一台实用化的全流量分级燃烧循环式发动机，采用甲烷和液氧作为推进剂，于2016年末进行点火测试。2019年4月3日，SpaceX将猛禽发动机装备于星舰测试舰上，并成功进行了静态点火测试。

### 运载火箭

#### 猎鹰系列运载火箭

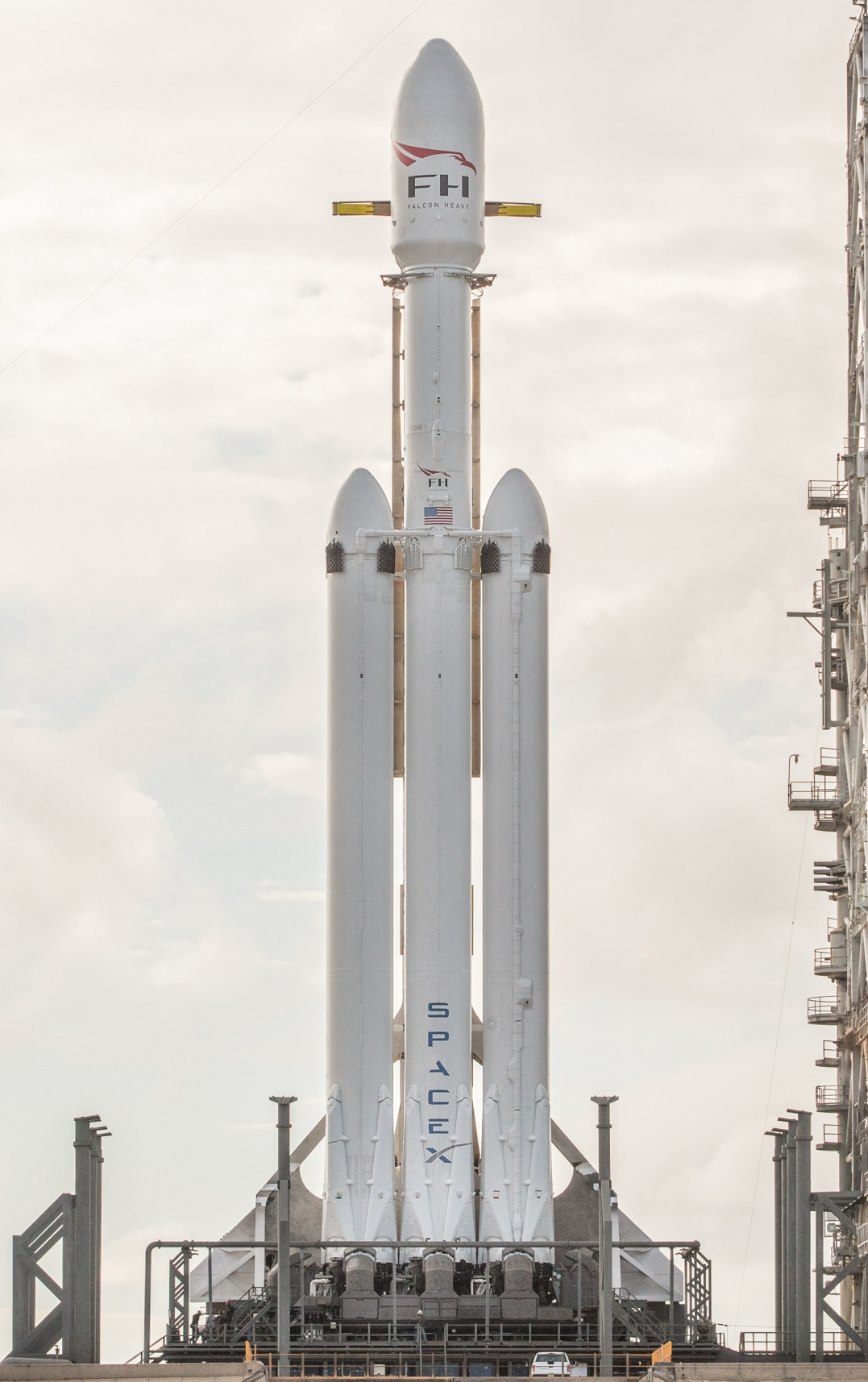
猎鹰重型运载火箭矗立于肯尼迪航天中心39号发射台

猎鹰系列运载火箭，从左至右分别为猎鹰1号火箭、猎鹰9号火箭1.0版、猎鹰9号火箭1.1版的三个版本、猎鹰9号运载火箭全推力版的三个版本、猎鹰9号Block 5的三个版本、猎鹰重型火箭、猎鹰重型火箭Block 5的三个版本以及星舰

猎鹰1号是是第一个开发的运载火箭，其是一种小型的运载火箭，能将数百千克重的荷载送入近地轨道。建造猎鹰1号的目的是为了探索猎鹰9号所需要的技术理念和部件。其在2006 年至2009年间发射了五次，其中两次成功，并于2009年退役，是世界上第一个成功入轨的私人开发液态燃料运载火箭。
猎鹰9号是改进型一次性中型运载火箭，能将22,800千克（50,265磅）重的物体送入近地轨道，竞争型号为德尔塔-4运载火箭和宇宙神5型运载火箭等全球同类型火箭。它的第一级拥有九台梅林火箭发动机。2010年6月4日，猎鹰9号火箭1.0版第一次尝试发射获得成功。2012年5月22日，猎鹰9号进行第三次任务，首次将私营太空船送入轨道并与国际空间站对接。2013年，猎鹰9号升级至1.1版，2015年升级至全推力版。2018年推出目前版本獵鷹9號Block_5。
2011年，SpaceX开始开发猎鹰重型运载火箭，它由三枚猎鹰9号第一级火箭捆绑而成，共有27台默林1D发动机，彼此交叉供给推进剂。2018年2月6日，猎鹰重型成功首飞，并将马斯克的特斯拉Roadster纯电动跑车发射进日心轨道。猎鹰重型的第一级能将63,800千克（140,700磅）重的物体送入近地轨道。在猎鹰重型首飞时，SpaceX表示它是“世界上服役中最强大的火箭”。
自2010年起，SpaceX的所有飞行任务都使用猎鹰9号运载火箭以及猎鹰重型运载火箭。截止2025月4月4日，猎鹰9号和猎鹰重型已经发射了470次，其中467次任务完全成功，1次部分成功，1次飞行中失败。此外，在2016年的一次静态点火测试之前，猎鹰9号在发射前爆炸。

#### SpaceX星艦

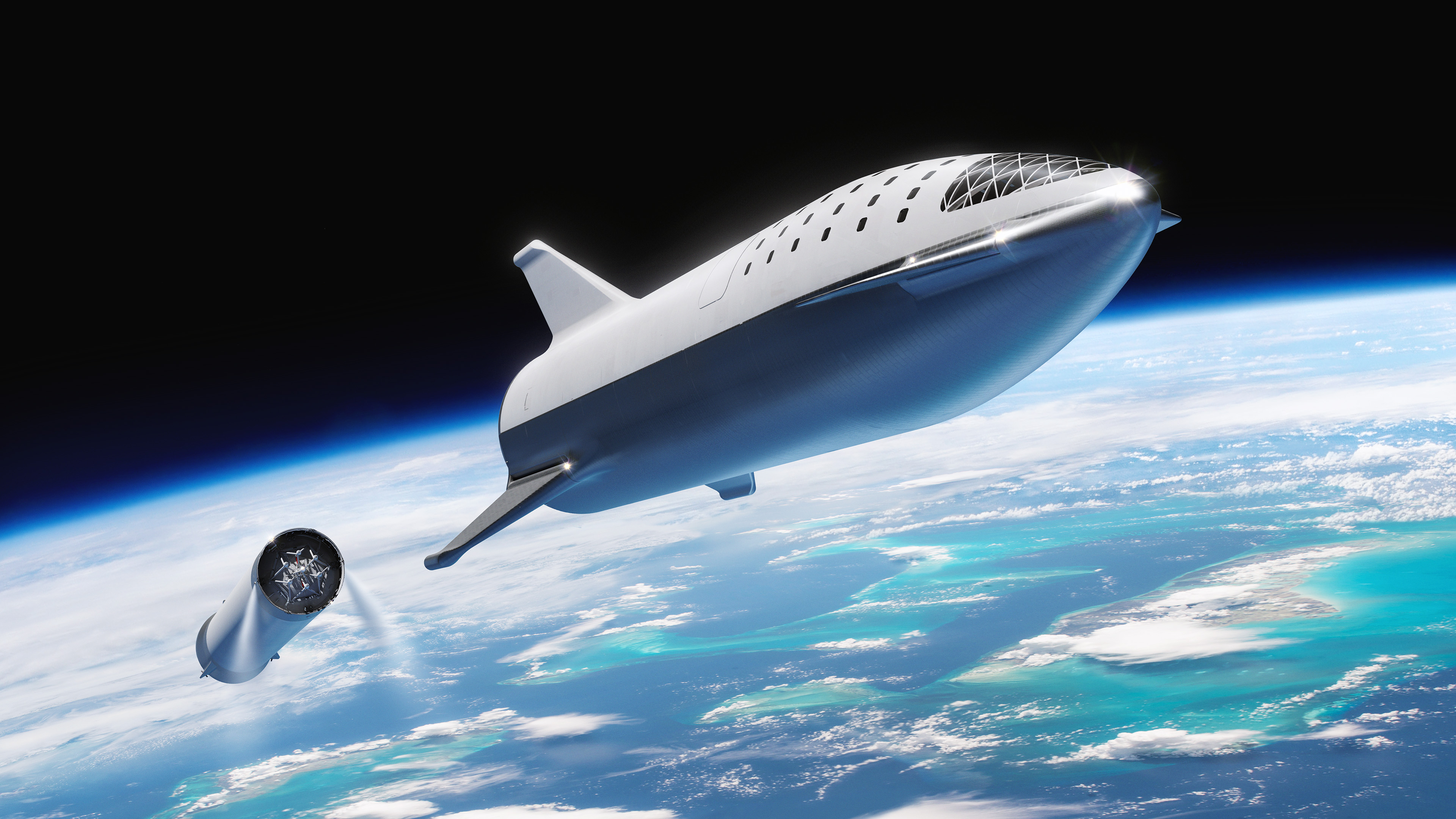
SpaceX星艦一二级分离时的场景想象图

2016年9月，伊隆·马斯克宣布公司正在研发行星际运输系统（ITS），以用于载人行星际航行。2016年更名为大猎鹰火箭（BFR），2017年马斯克将其更名为星舰（Starship）
SpaceX星艦是一种可完全重复使用的超重型运载火箭，它包括一个超重型第一级推进器，以及一个第二级太空飞行器。星艦投入使用后将取代猎鹰9号、猎鹰重型火箭以及龙飞船等载具，执行近地轨道、地球同步轨道上的任务；其在轨道上加注燃料后，也可以完成地月转移以及登陆火星的任务。
2019年，星舰集中到南德克萨斯的SpaceX星港进行建造和测试。2023年4月20日，星舰的首次轨道飞行以其在墨西哥湾上空发生爆炸而告终。直到2024年6月6日的第四次发射，最终取得成功。

### 龙飞船

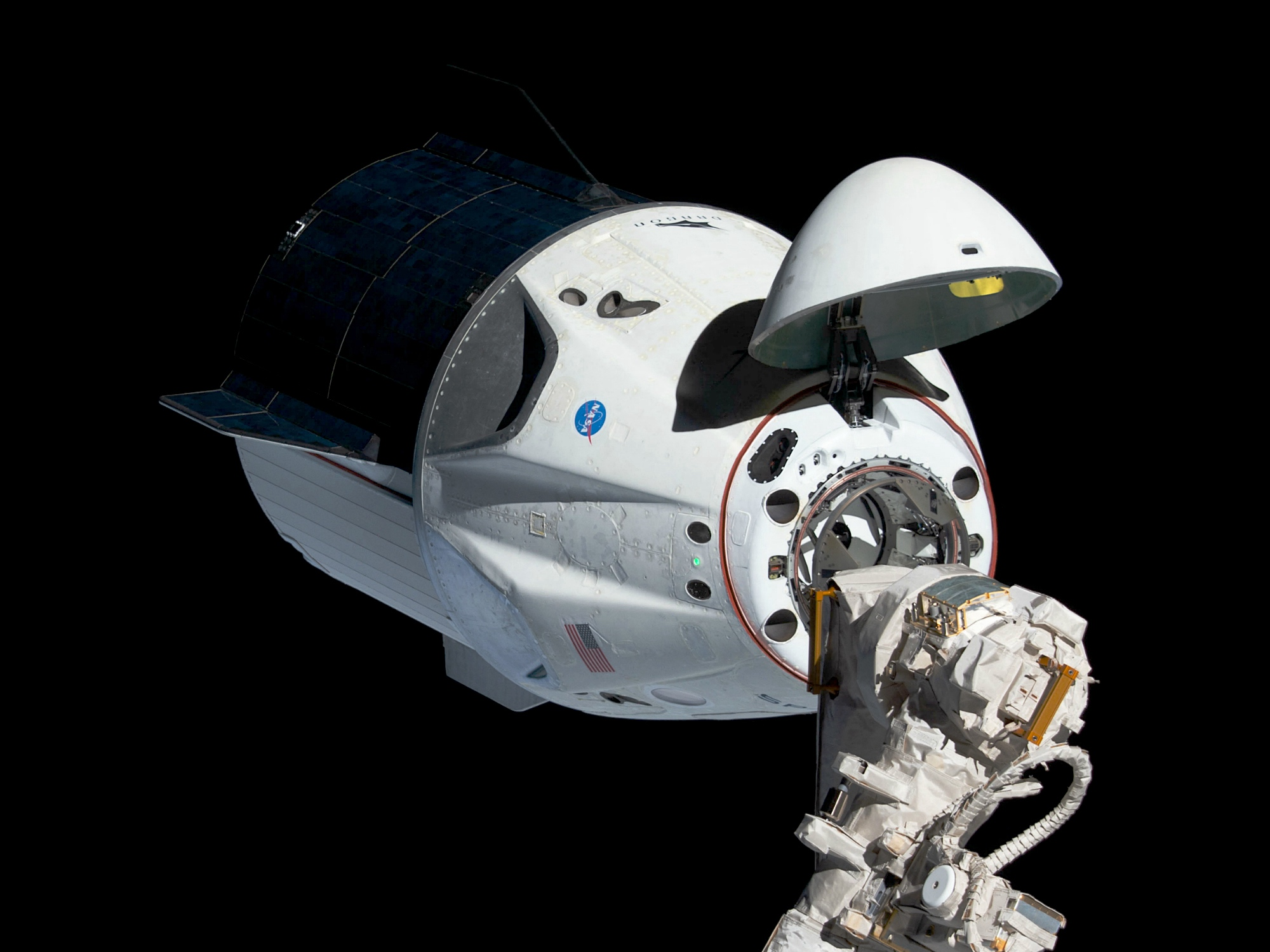
2019年3月，载人龙飞船C204正在与国际空间站对接

2005年，SpaceX公布了五年载人商业航天计划，提出龙飞船的概念。龙飞船是一种传统钝锥弹道太空舱，能运送货物或最多七名宇航员入轨。

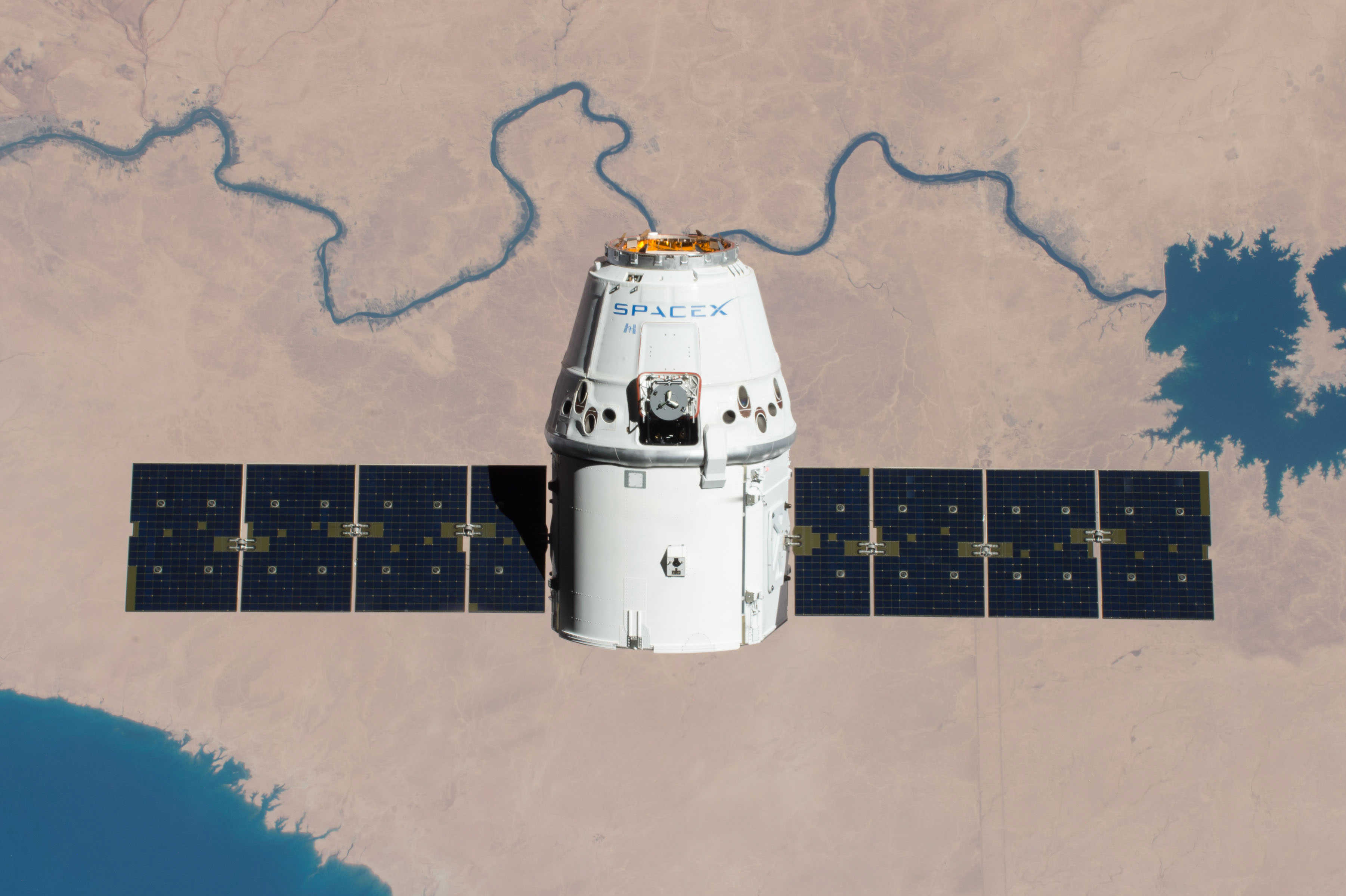
2017年6月CRS-11任务期间逐渐接近国际空间站的龙飞船

2006年，NASA公布了商业轨道运输服务计划，SpaceX为两家中标企业之一，将为国际空间站提供货运和载人服务，SpaceX需证明龙飞船能够胜任货物运输和载人往返的任务。则于2010年12月的COTS Demo Flight 1任务中，功能完整的龙飞船首次飞行，这次任务也是猎鹰9号第二次飞行。飞船环绕地球飞行两周后成功着陆，完成了所有任务目标。2012年，龙飞船成功与国际空间站对接，成为世界上第一个运送货物至国际空间站的商业太空船，并开始定期对国际空间站进行补给。
2011年4月，NASA公布了第二轮商業載人航天發展計畫（CCDev），授予SpaceX一项7500万美元的合同，合同内容为为龙飞船开发一体式发射逃生系统，并评估其是否具备向国际空间站运送宇航员的能力。2012年8月，NASA授予SpaceX一项固定价格的太空法案协定，协定目标为完整设计整套载人运输系统。这份合同规定了大量关键技术及认证指标，要求进行一次无人飞行测试、一次载人飞行测试，并在系统经过认证后进行六次实际任务。SpaceX认为完全自动驾驶的载人龙飞船是最安全的载人飞船系统之一，且能给NASA节约资金。
2019年初，SpaceX对载人龙飞船进行了无人飞行测试，飞船成功与国际空间站对接。2020年5月30日，SpaceX在肯尼迪航天中心39号发射台利用猎鹰9号火箭成功发射龙飞船2号并与国际空间站成功对接，实现了历史上第一次由私营航天企业进行的载人航天飞行。

### 可回收复用发射系统

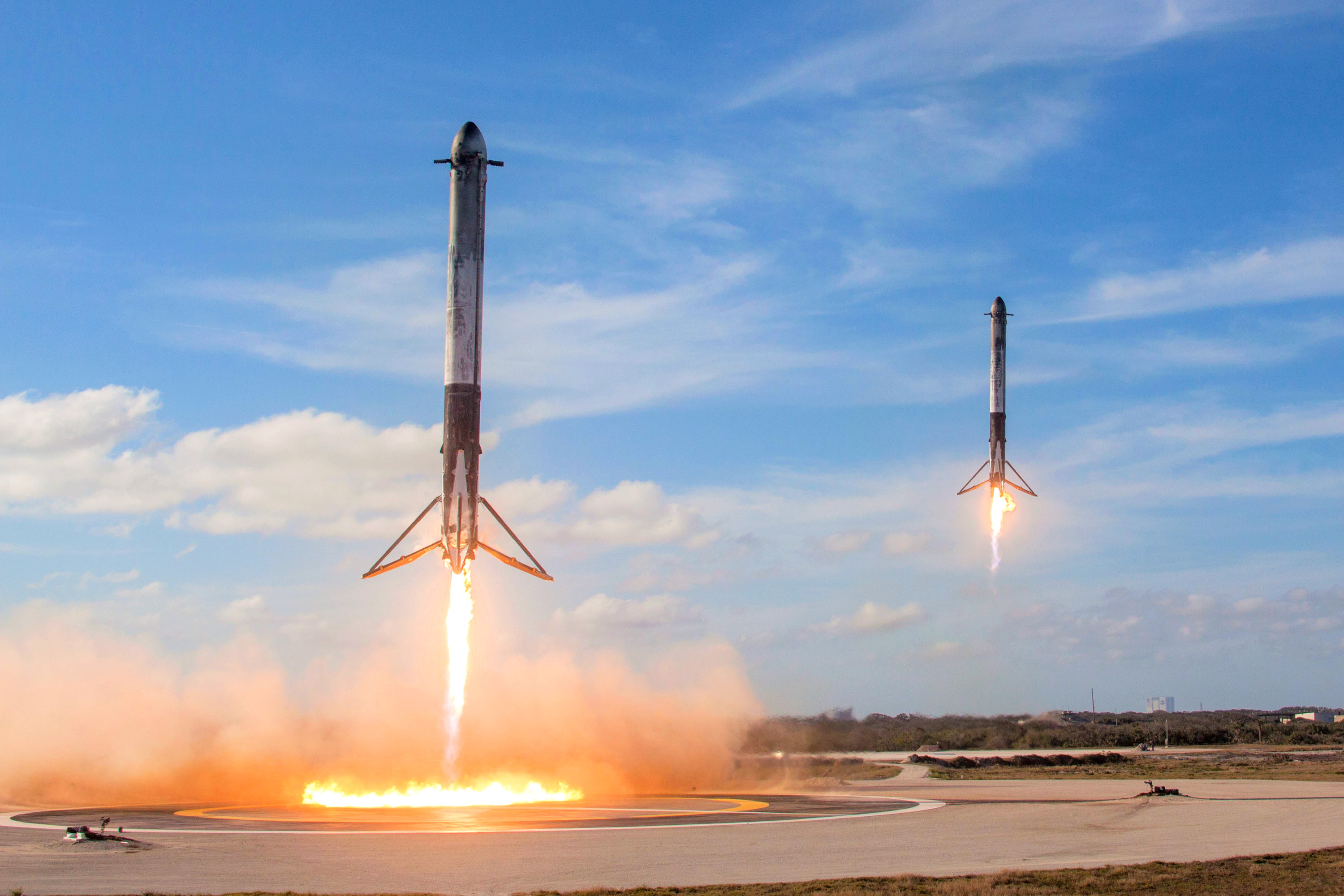
2018年，猎鹰9号运载火箭两侧的第一级推进器着陆在着陆场

2011年，SpaceX公布了可回收复用运载火箭计划，其系统于2012年2月设计完成。该系统依靠猎鹰9号运载火箭第一级推进系统的反推作用，将第一级推进器着陆于预定地点，从而回收火箭。
2012年末，SpaceX开始频繁测试该系统，他们使用名为蚱蜢的小型火箭进行低空低速垂直起降 (火箭)试验。2013年末，SpaceX开始进行高空高速大气层再入技术试验，试验持续至2018年，成功率达98%。
由于伊隆·马斯克计划制造价格更加低廉的运载火箭，SpaceX将反推垂直着陆的技术应用于猎鹰9号第一级推进器。其在太平洋和大西洋成功进行软着陆，随后便开始在硬质着陆场进行尝试。SpaceX租用了数艘驳船，改造为無人駕駛著陸船，用于回收第一级火箭。2015年12月、猎鹰9号第20次飞行任务中，SpaceX成功回收第一级火箭。2016年4月，第一级火箭成功着陆于「當然我還愛你」號。
在往后的任务中，只要剩余燃料充足，SpaceX都会尝试回收第一级火箭。2016年10月，SpaceX表示如果客户选择回收复用的猎鹰9号第一级火箭，就可以得到10%的折扣。2017年3月30日SES-10任务中，SpaceX第一次发射了回收复用的火箭。这枚火箭再一次着陆在大西洋上的无人着陆船“当然我还爱你”号，是第一枚二次着陆的回收复用轨道级运载火箭，伊隆·马斯克称这项成就是“航天史上重要的里程碑”。

### 星链

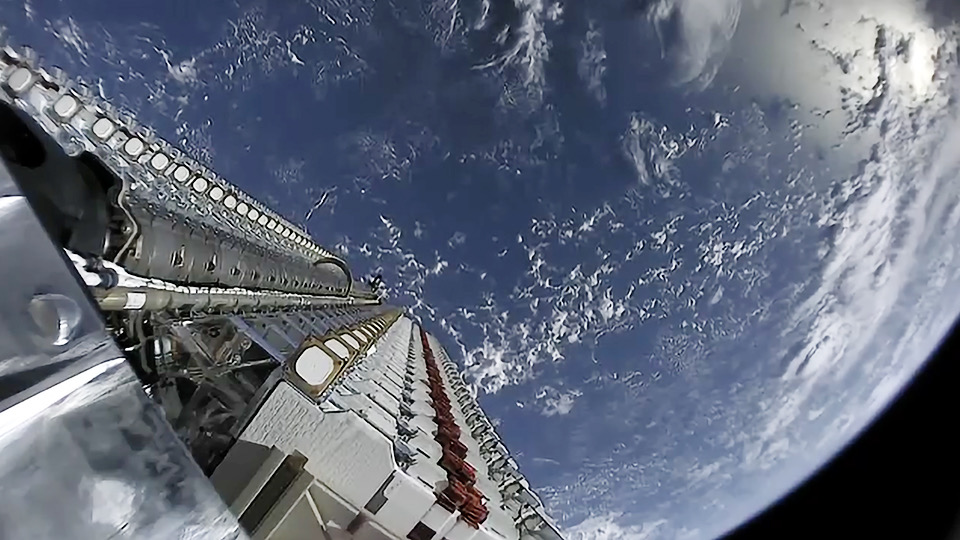
2019年5月24日，60颗星链卫星在部署前堆栈在一起

2015年1月，SpaceX首席执行官伊隆·马斯克宣布开发一种新型互联网卫星通讯系统星链（Starlink），为全球提供互联网宽带服务。2015年6月，SpaceX向联邦政府递交申请，希望准许建造一套卫星星座向全球提供互联网，包括没有互联网的偏远地区。这套卫星星座包含4425颗通讯卫星，运行在高度为1100千米的轨道上。这项计划由SpaceX独立运作，目标是提高公司的盈利能力和现金流，为殖民火星做资金准备。
2019年2月，SpaceX成立子公司SpaceX服务公司（SpaceX Services, Inc.），业务范围为开发、生产地面卫星通讯站，它计划生产超过100万座固定式地面卫星通讯站与星链系统进行通讯。2019年5月，SpaceX发射了星链首批60颗卫星。2020年，星链开始部署和初始测试。截至2022年12月，星链在全球拥有超过100万用户。

## 基础设施
SpaceX的总部位于加利福尼亚州霍桑，总部同时也用作生产车间。公司运营着一个测试场和三个发射场，并且仍在建设一个新的发射场。SpaceX还在雷德蒙德、德克萨斯州、弗吉尼亚州以及华盛顿特区设立了地区办公室。

### 总部和生产设施

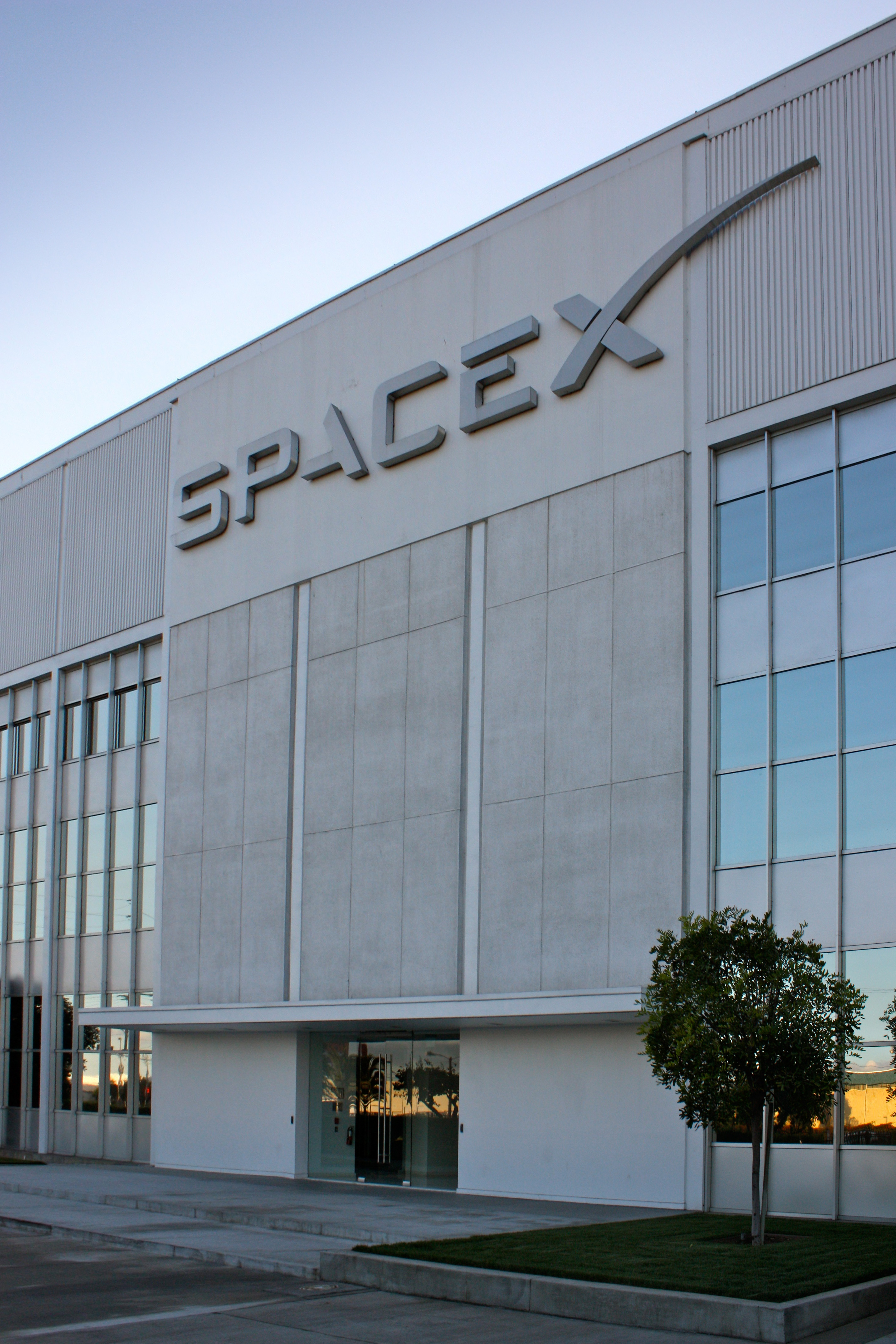
位于霍桑的SpaceX总部

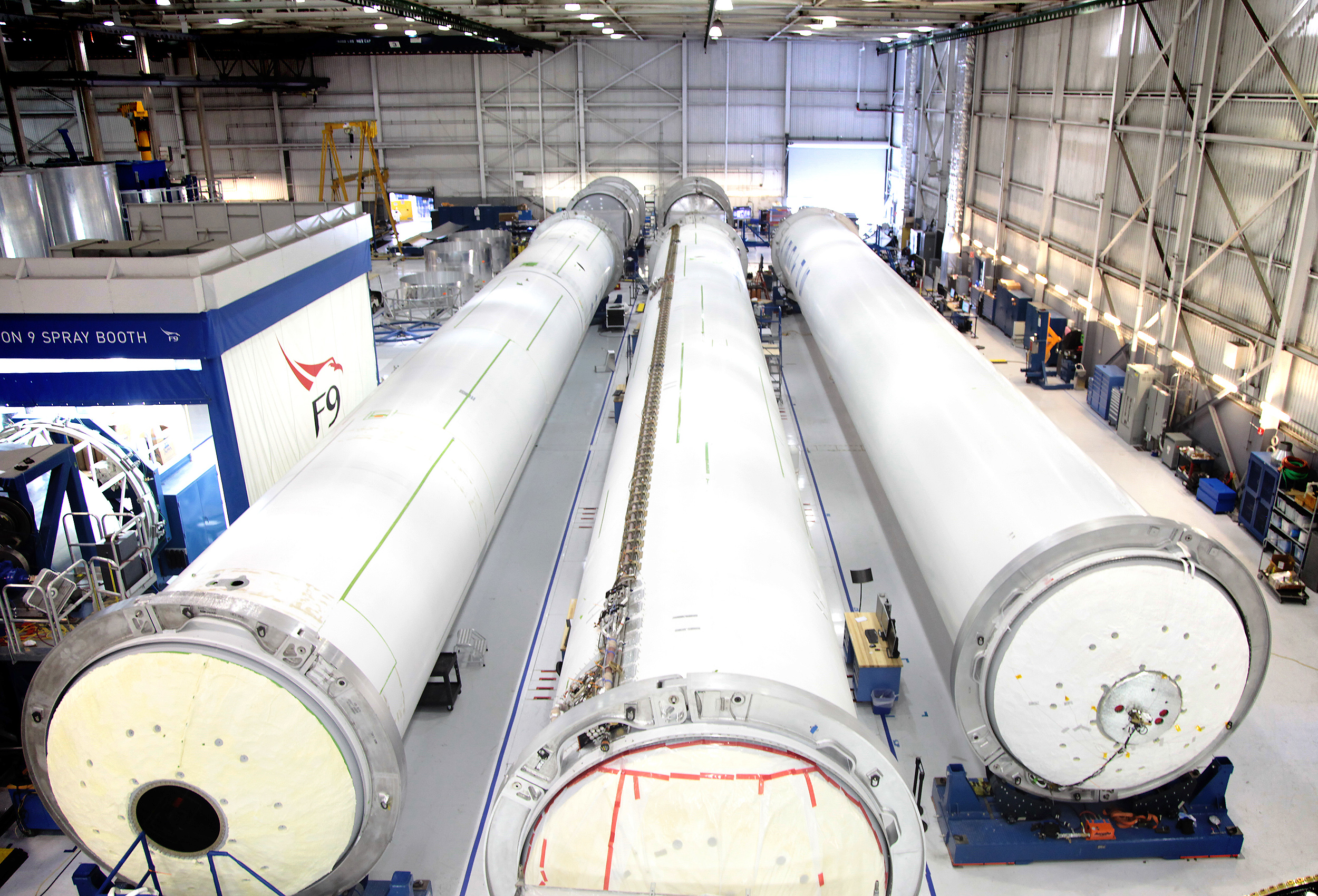
2014年11月，SpaceX霍桑生产车间正在组装猎鹰9号1.1版火箭

SpaceX公司的总部位于洛杉矶郊区的霍桑市火箭路1号。这栋大型三层厂房由诺斯洛普公司建造，过去用于制造波音747的机身，现在成为了SpaceX的办公室、地面指挥中心和生产车间。2018年3月，SpaceX表示，将在洛杉矶圣佩德罗码头区新工厂生产下一代直径9米（30英尺）的发射载具大猎鹰火箭。公司租下一块面积18 acre（7.3 ha）的场地并将在此生产、回收着陆的发射载具并翻新大猎鹰火箭和飞船。
该地区集中了许多航天企业的总部、美国分公司和研发、生产设施，包括波音/麦克唐纳·道格拉斯的卫星制造园区、航空太空公司、雷神公司、NASA的喷气推进实验室、美国空军太空司令部的空间导弹系统中心、洛克希德·马丁、英国宇航系统、诺斯洛普·格鲁门以及AECOM等，吸引众多航空航天工程师以及工程专业的大学毕业生。
与典型航天行业不同，SpaceX高度垂直整合其火箭和火箭发动机的生产，在霍桑生产车间内自行生产火箭发动机、发射载具、飞船、航空电子系统及各种软件。尽管如此，SpaceX仍拥有超过3000名供应商，其中约1100名每周运送零部件至SpaceX。
2017年6月，SpaceX宣布将在佛罗里达州卡纳维拉尔港建造面积为2.17英畝（0.88公頃）的设施，用于存放、翻新回收的猎鹰9号和猎鹰重型火箭。

### 开发和测试设施

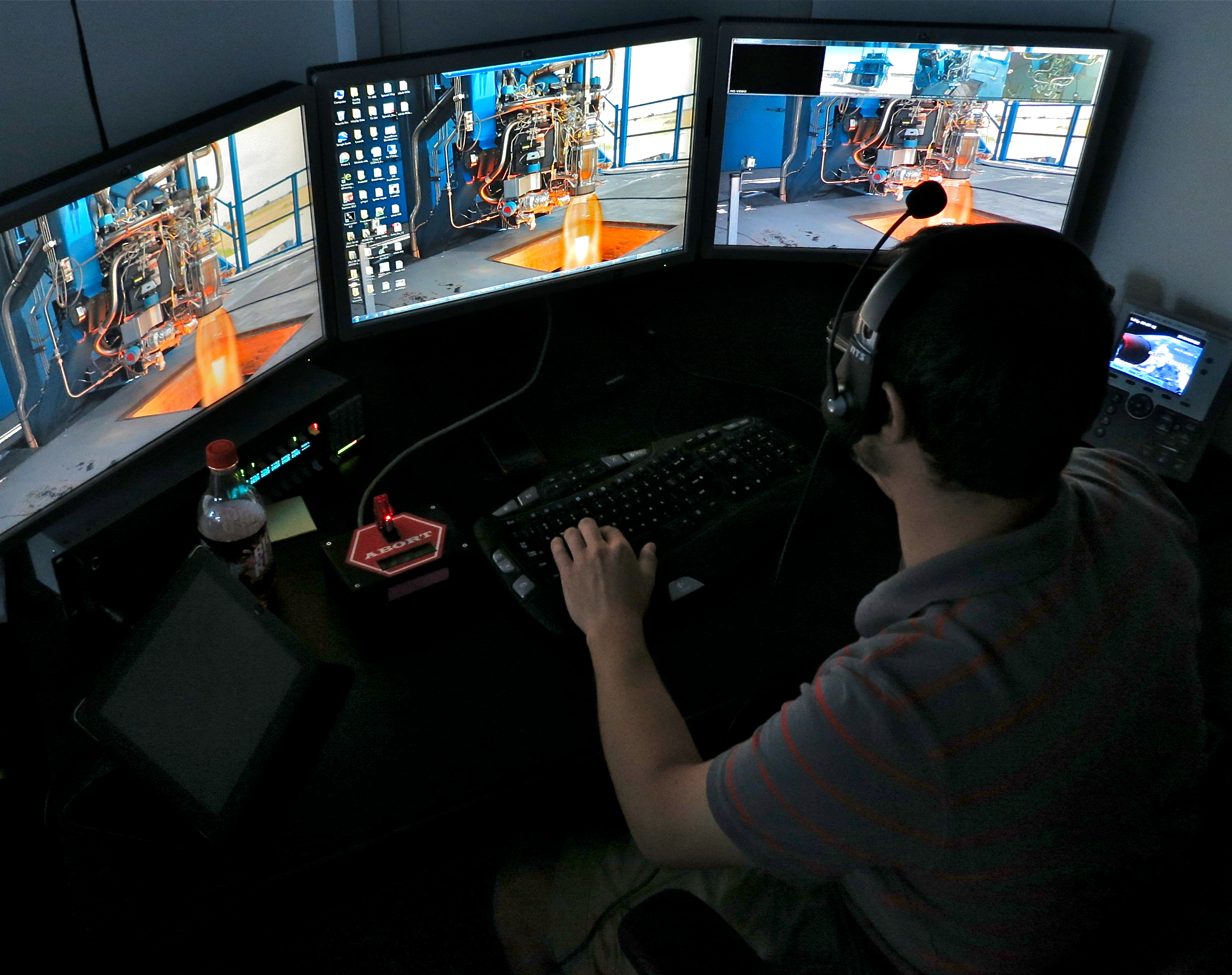
2012年9月，SpaceX麦格雷戈发动机测试控制中心

SpaceX最初在德克萨斯州麦格雷戈运营开发和测试设施。SpaceX从比尔航空购入麦格雷戈测试场，并装上猎鹰9号发动机测试所需的支座。自购入以来，SpaceX对测试场进行了许多改造，并购入毗邻农场扩大测试场面积。2011年，公司宣布升级测试场供垂直起降火箭测试。2012年，为了进行蚱蜢火箭的飞行测试，公司建造了半英亩大的混凝土发射设施。2013至2014年，蚱蜢火箭1.0版在麦格雷戈进行低速低空垂直起降飞行测试。2012年10月，麦格雷戈测试场共有七台测试支座，“每天18小时、每周六天持续工作”。2019年，星舰测试舰集中至德克萨斯州布朗斯维尔的SpaceX星港开展低空低速垂直起降测试。

### 发射设施

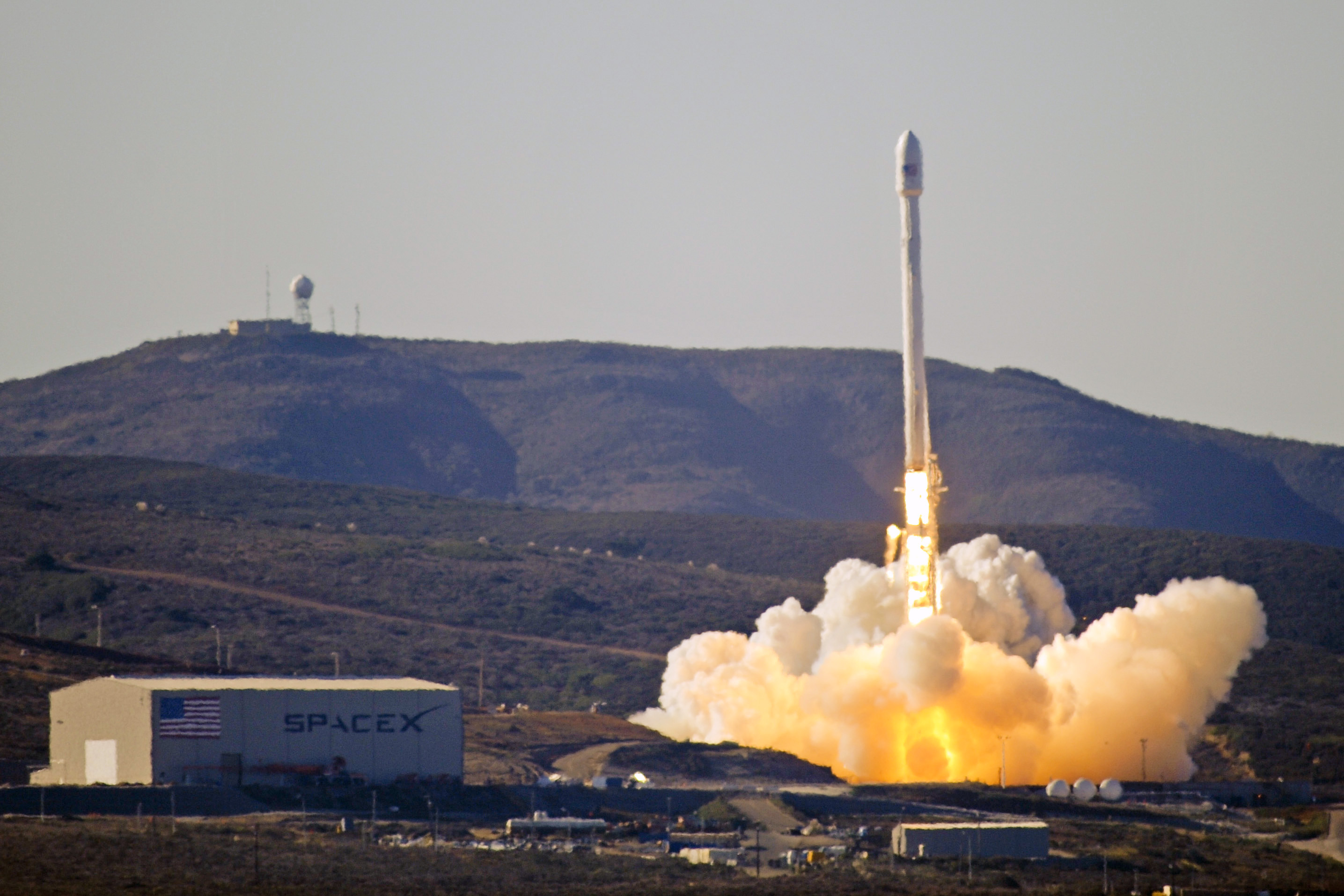
2013年9月、CASSIOPE任务中，猎鹰9号运载火箭从范登堡空军基地的SpaceX西海岸发射设施升空

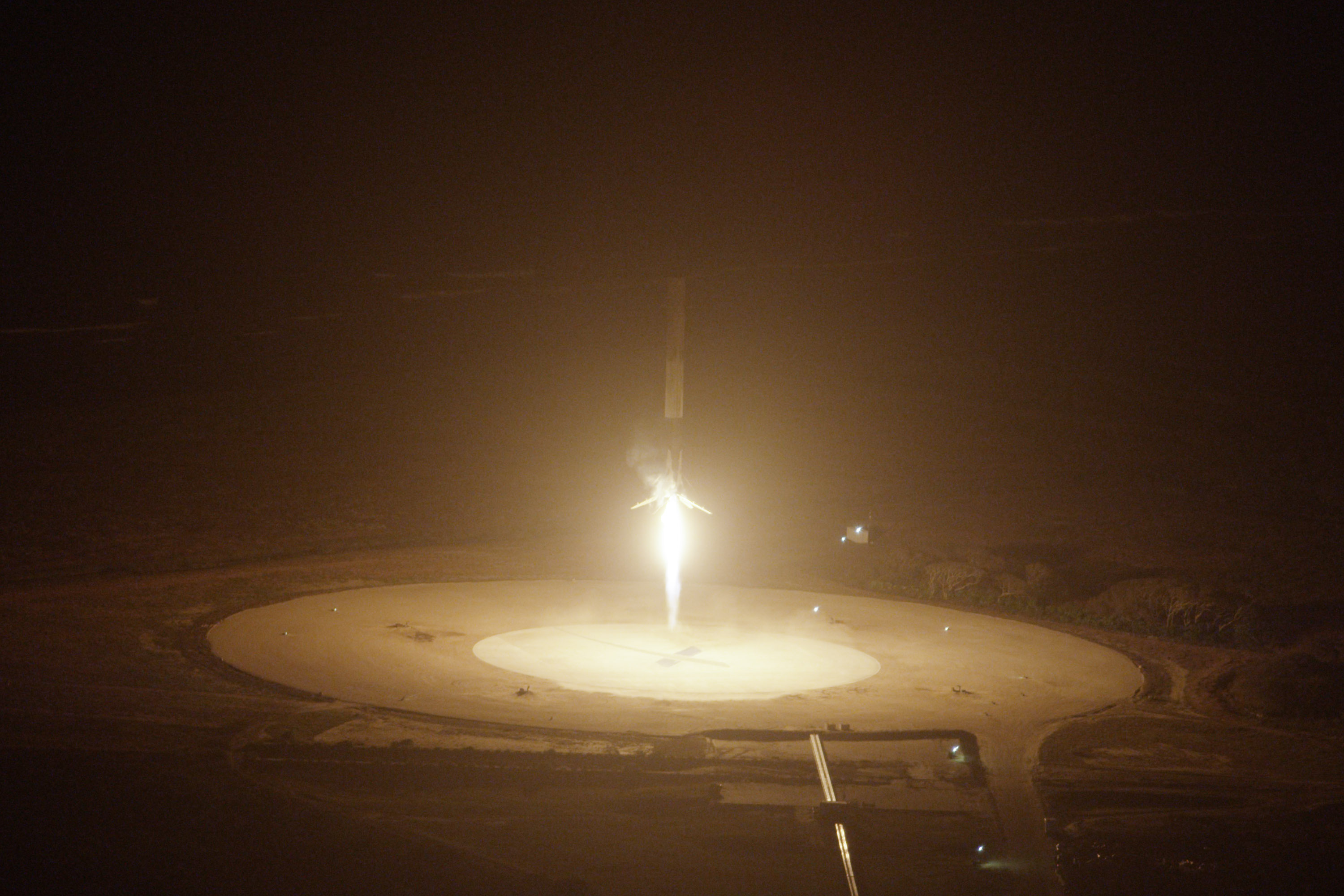
2015年12月，猎鹰9号运载火箭在猎鹰9号第20次飞行任务中降落于卡纳维拉尔角1号着陆场

SpaceX目前运营三座轨道发射场，分别位于卡纳维拉尔角、范登堡空军基地和肯尼迪航天中心，第四座正在建设的发射场位于德克萨斯州布朗斯维尔。SpaceX表示，他们看到了这四座轨道发射场的商业价值，认为他们有足够的订单来保证发射场得到充分使用。范登堡发射场能够满足轨道较倾斜（66°至145°）的任务需求，而卡纳维拉尔角发射场则适用于轨道角度不大于51.6°的任务。而在猎鹰1号退役之前，它都从奥莫莱克岛上的罗纳德·里根弹道导弹测试场发射。

#### 卡纳维拉尔角空军基地
卡纳维拉尔角空军基地40号航天发射复合体用于猎鹰9号运载火箭的近地轨道、地球静止轨道发射任务。40号发射台并不能够发射猎鹰重型运载火箭。为了进行运载火箭回收复用计划，SpaceX将卡纳维拉尔角空军基地13号发射复合体改造为1号着陆场，供猎鹰9号第一级火箭着陆。

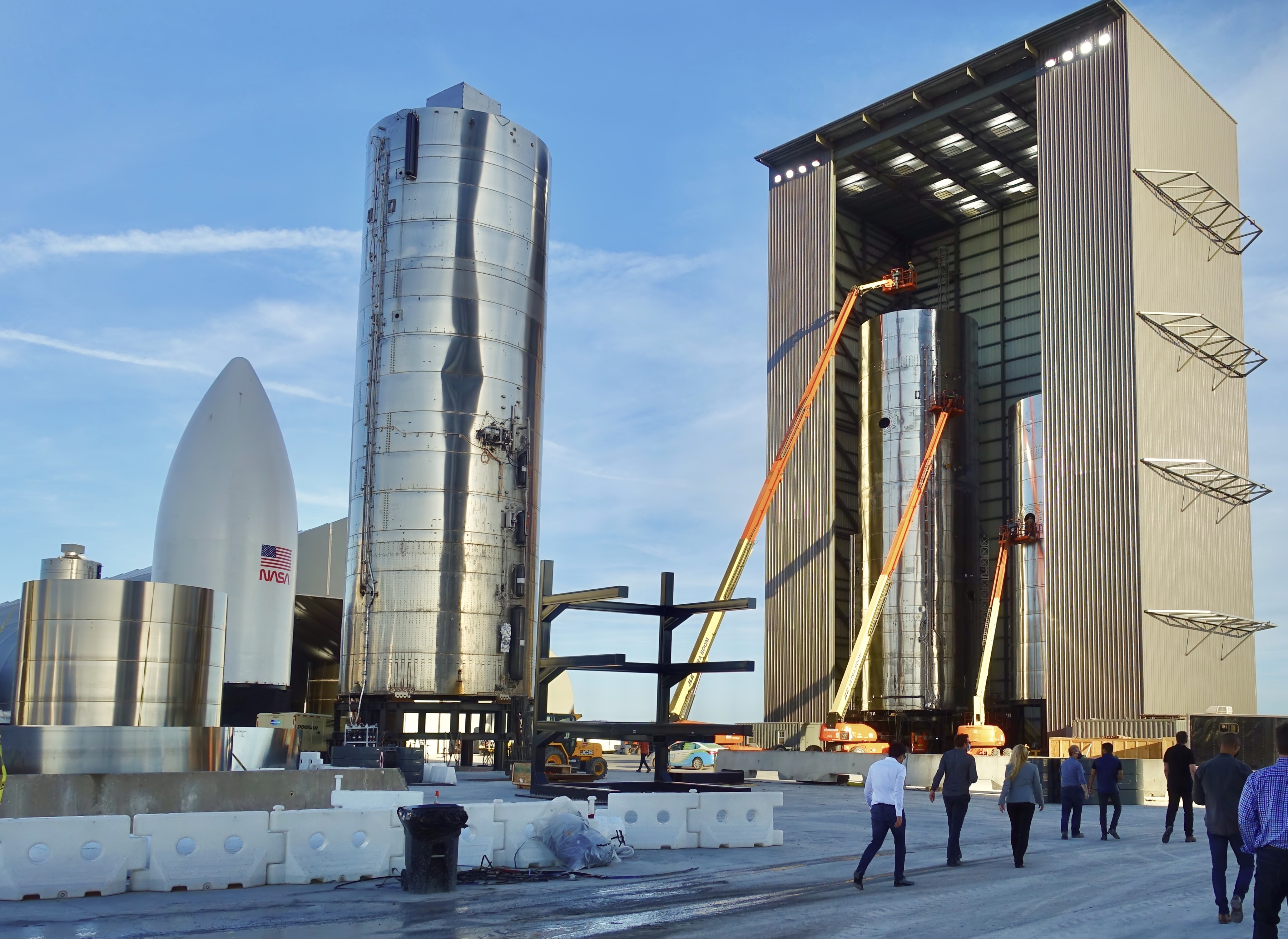
德克萨斯州SpaceX星际基地的飞船装配大楼

#### 范登堡空军基地
范登堡空军基地4E号航天发射复合体用于极地轨道发射任务，能发射猎鹰9号火箭和猎鹰重型火箭，但不能发射至角度较低的轨道。毗邻的4W号航天发射复合体则改造为4号着陆场，2018年10月，猎鹰9号第一级火箭成功在此着陆。

#### 肯尼迪航天中心
2014年4月14日，SpaceX签署为期20年的租约，获得肯尼迪航天中心39A号发射台（LC-39A）的使用权。公司对发射场进行改造，满足发射猎鹰9号火箭和猎鹰重型火箭的需求。2019年4月11日，第一枚猎鹰重型运载火箭在此升空。

#### 布朗斯维尔
2014年8月，SpaceX宣布将在德克萨斯州布朗斯维尔建设商用的SpaceX星际基地。2013年4月，美国联邦航空管理局发表环境影响报告草案，认为南德克萨斯发射场“不会发生环境影响，美国联邦航空管理局不会阻止SpaceX进行火箭发射”。2014年7月，美国联邦航空管理局下发许可证。同年，SpaceX开始建设新的发射设施，并于次年后半年加快建设。2019年，该设施进行了首次亚轨道发射。SpaceX参考科幻小说《穿越火星》对当地地点进行命名。

### 卫星开发设施
2015年1月，SpaceX宣布其将开始生产卫星、进入全球卫星互联网行业。第一座卫星厂房位于华盛顿州雷德蒙德，面积约30,000平方英尺（2,800平方）。2017年1月，第二座卫星厂房落成，面积为40,625平方英尺（3,774.2平方），是卫星的研究开发实验室。2016年7月，SpaceX在加利福尼亚州欧文获得了面积约8,000平方英尺（740平方）的空间，将专门用于研究卫星通讯。

## 发射合同
SpaceX凭借公司开发的技术赢得了NASA的国际空间站补给任务合同。此外，美军还授权SpaceX进行国家安全太空发射任务。2018年，SpaceX进行了约30次任务，合同总价值超过120亿美元。

### NASA合同

#### 商业轨道运输服务

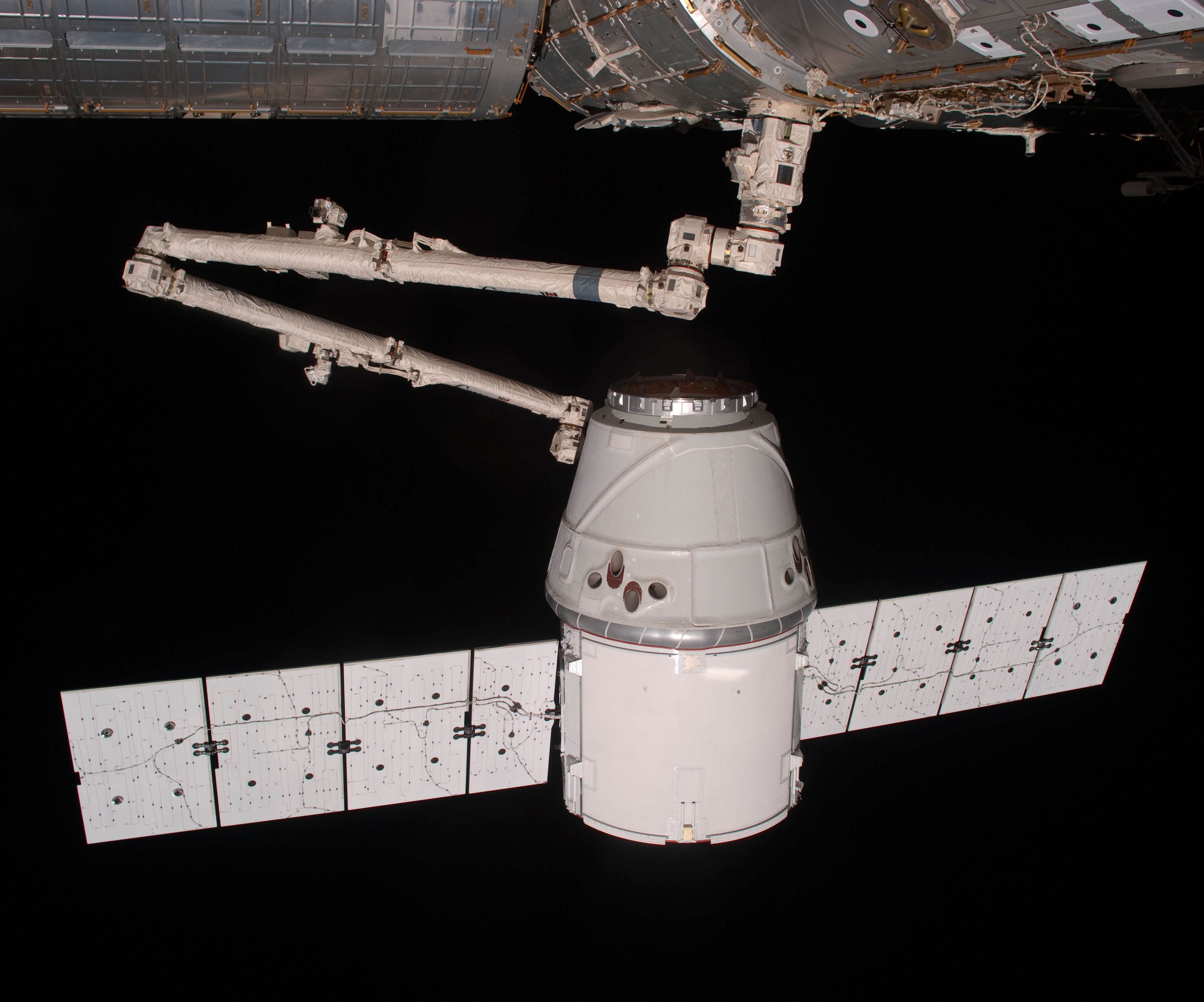
COTS2任务中，龙飞船被加拿大臂2捕获，停泊于国际空间站

2006年，NASA宣布SpaceX赢得了商业轨道运输服务（COTS）第一阶段合同，SpaceX需要证明其具有向国际空间站运送货物的能力，双方未来还可能签署载人合同。这份合同由NASA设计，目的在于开发新式太空运输能力，NASA通过太空法案协定向SpaceX提供3.96亿美元的“种子资金”用于开发货运版龙飞船，SpaceX则自行出资5亿美元开发猎鹰9号运载火箭。这项太空法案协定节省了NASA数百万美元的开发资金，若NASA自行开发火箭，成本将是4至10倍。
2010年12月，随着COTS Demo Flight 1任务顺利进行，SpaceX成为世界上第一个成功发射入轨并回收太空船的私营公司，在此任务之前只有政府机构有能力回收轨道级太空船。COTS Demo Flight 2任务则于2012年12月进行。任务中，龙飞船成功与国际空间站对接，是第一个达成这项成就的私人太空船。
2021年9月14日，美国宇航局宣布與SpaceX簽訂合同，讓該公司的的猎鹰重型运载火箭将GOES-U气象卫星送入地球同步轨道。

#### 商业货运服务
商业补给服务（CRS）是NASA授予SpaceX的一系列合同，要求在2008年至2016年间使用商业太空船向国际空间站运送货物和补给。第一份CRS合同于2008年签署，NASA向SpaceX支付16亿美元，合同包含12次任务，时间持续至2016年。2012年10月，第一次任务CRS-1成功进行，太空船进入轨道与国际空间站对接，并在太空停留20天，随后再入大气层，在太平洋上溅落。从这开始，CRS任务约每年进行两次。2015年，NASA延长第一阶段合同，新增三次补给任务。2015年末，合同再次延长，SpaceX共需进行20次任务。2014年，NASA提出了第二阶段合同（也称为CRS2），于2016年1月授予SpaceX，合同要求后者从2019年至2024年间进行货运任务。

#### 商业载人开发

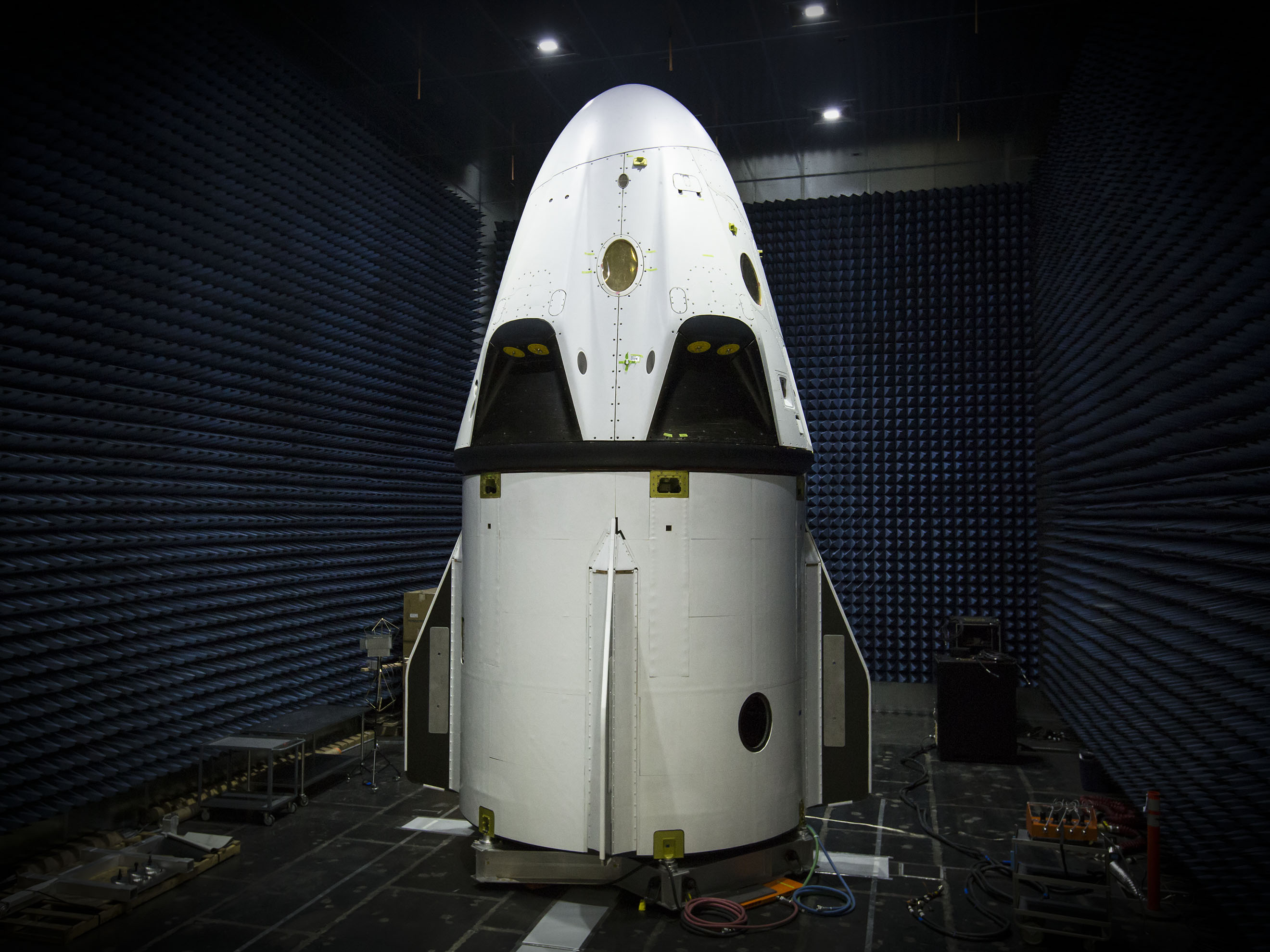
载人龙飞船在飞行任务前进行测试

商业载人开发（CCDev）项目目的在于开发商业太空船用以运送宇航员至国际空间站。在第一轮太空法案协定竞标（CCDev 1）中，SpaceX没有赢得合同。但在第二轮竞标（CCDev 2）中，NASA授予SpaceX价值7500万美元的合同，要求开发发射逃逸系统、测试载人飞船原型机并深化猎鹰火箭/龙飞船的载人运输设计。CCDev项目随后转变为商业载人整合能力（CCiCap）项目，且于2012年8月，NASA宣布向SpaceX提供4.4亿美元经费继续开发、测试龙飞船2号。
2014年9月，NASA宣布资助SpaceX和波音两家公司开发载人航天系统，用于运送美国宇航员前往国际空间站。2017年，SpaceX获得26亿美元经费设计并测试龙飞船2号。合同要求至少进行一次载人飞行，至少搭载一名NASA宇航员。一旦载人龙飞船获得NASA认证，SpaceX将进行至少两次、至多六次空间站载人飞行任务。2017年初，NASA授予SpaceX额外四次空间站载人往返任务。2019年初，SpaceX成功进行载人龙飞船的飞行测试，其与空间站对接后再入大气层，溅落于大西洋海面。2020年美國時間5月30日下午3時22分，在佛羅里達州卡納維爾角（Cape Canaveral）順利發射「獵鷹 9 號」（Falcon 9）火箭，把搭載兩名美國太空人的全新「飛龍號」（Crew Dragon）太空船送往國際太空站（ISS），正式宣告美國在 2011 年後重返太空，這是美國2011年終止載人太空计划以來，美國太空人首次利用美國製火箭在美國本土發射升空展開太空飛行任務，也象徵民間企業正式參與太空開發時代來臨。2021年8月10日，美国国家航空航天局授予SpaceX载人月球着陆器（HLS）的合同。

### 美国国防合同
2005年，SpaceX宣布其获得了一份美国空军的不确定交付时间/不确定交付数量合同，美国空军向公司购买了价值1亿美元的发射服务。2008年4月，NASA宣布授予SpaceX一份最高10亿美元的不定时间/不定数量发射服务合同，其价值取决于授予任务的数量。马斯克则表示，SpaceX售出14份猎鹰火箭发射服务的合同。截至2010年6月，该合同中的发射服务已排期至2012年12月。2012年12月，SpaceX宣布其与美国空军太空导弹系统中心签署两份国家安全太空发射合同：深空气象观测卫星和太空测试项目2。2015年，搭载深空气象观测卫星的猎鹰9号运载火箭成功发射。2019年6月25日，太空测试项目2随重型猎鹰运载火箭发射升空。
2015年5月，美国空军宣布猎鹰9号火箭1.1版获得国家安全太空发射认证，SpaceX能够为美国空军发射国家安全级机密荷载。这项决定打破了2006年以来联合发射联盟对美国空军机密荷载的发射垄断。
2016年4月，美国空军首次向SpaceX授予价值8270万美元的国家安全太空发射合同，于2018年5月发射第二枚GPS Block III卫星。预计价格比此前类似任务减少约40%。此前，联合发射联盟是国家安全荷载的唯一认证发射服务商。联合发射联盟并没有参与2018年5月发射的竞标。
2016年，美国国家侦察局表示已向SpaceX购买发射服务，其中第一次发射于2017年5月1日进行。
2017年3月，SpaceX赢下第三颗GPS Block III卫星的发射合同，价值9650万美元。次年3月，SpaceX再次获得三颗GPS Block III卫星的发射合同，价值2.9亿美元。
2019年2月，SpaceX获得价值2.97亿美元的美国空军国家安全合同，包含AFSPC-44、NROL-87和NROL-85三次任务。
2024年3月16日，路透社表示，SpaceX正依照其与美国情报机构签订的机密合同，打造一个由数百颗间谍卫星组成的网络。

### 国际合同

#### 哈萨克斯坦
SpaceX曾获得来自哈萨克斯坦的合同，为其发射两颗卫星，与其他卫星一同搭载于猎鹰9号火箭。任务于2018年12月3日进行。据哈萨克斯坦国防太空部部长，这项发射将花费130万美元。这两颗小卫星名为KazSaySat及KazistiSat。

## 发射市场竞争及价格压力
SpaceX拥有较低的发射价格，向地球同步转移轨道发射通信卫星优势最为明显，迫使竞争者降低价格。2013年，太空发射市场由阿丽亚娜空间的阿丽亚娜5号运载火箭及国际发射服务的质子运载火箭所垄断。猎鹰9号每次近地轨道发射标价5650万美元，“是业内最便宜的火箭。重复使用猎鹰9号能再将价格降低一个数量级，吸引更多太空企业，规模经济会使价格进一步变得低廉。”SpaceX曾公开表示，如果他们成功开发可重複使用發射系統，发射价格可能下探500万至700万美元。
2014年，SpaceX参加20场全球商业发射服务公开竞标，赢得其中九份订单。太空媒体报导道，SpaceX“开始侵占阿丽亚娜空间的市场份额了”。阿丽亚娜空间则表示欧洲政府提供补贴以应对SpaceX的竞争。欧洲卫星运营商希望欧洲空间局降低阿丽亚娜5号和未来阿丽亚娜6号运载火箭的价格。2015年，阿丽亚娜空间总经理表示，公司“受到SpaceX的强烈挑战……因此有些东西需要改变……整个欧洲市场都重构、巩固、合理化、精简化。”负责生产阿丽亚娜5号的空中客车创新总监简·波提（Jean Botti）警告道，“那些不认真对待伊隆·马斯克的人将会有大麻烦”。2014年，没有商业发射采用俄罗斯的质子运载火箭。
同样在2014年，SpaceX的发射能力和发射价格开始影响美国军用荷载发射市场。将近十年以来，美国发射服务商联合发射联盟垄断了军事发射市场。竞争尚未开始时，联合发射联盟的发射价格已经涨至4亿美元。SpaceX开始竞争国家安全发射市场后打破了垄断。SpaceX的发射价格为6200万美元，显著低于联合发射联盟。
2015年，联合发射联盟预计国内军事发射合同数量将锐减，并表示如果不能赢得商业卫星发射合同，公司将破产。为了达成这一目的，联合发射联盟宣布进行大规模重构生产过程和人员结构，将发射成本减半。
2017年，SpaceX获得45%的全球商业发射合同。2018年7月，公司预计全年比例将达到65%。
2019年1月11日，SpaceX发表声明宣布其将解雇10%的员工，削减成本用于开发星艦和星链项目。

## 外部連結
- 官方网站
- SpaceX的X（前Twitter）及伊隆·马斯克的X（前Twitter）
- YouTube上的SpaceX頻道
- SpaceX在Flickr上的页面
- SpaceX的Instagram帳戶